# 阿亚索菲亚

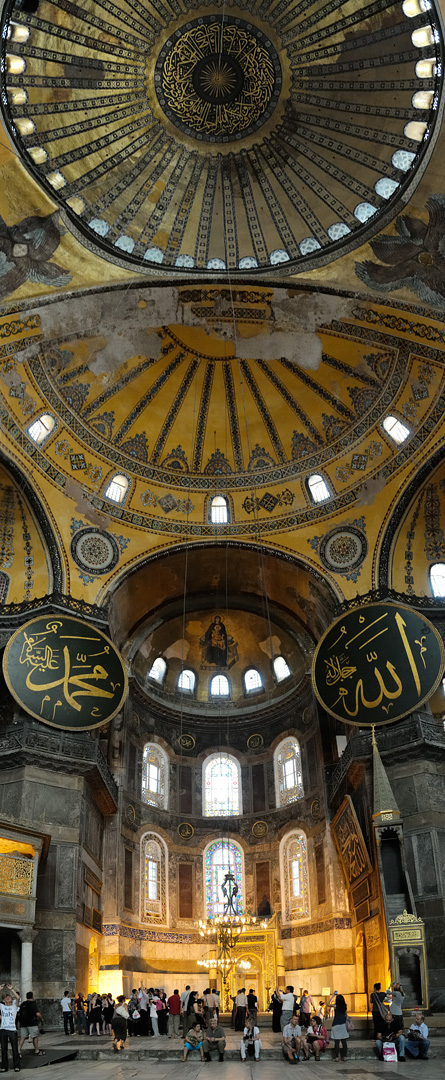
聖索菲亞大教堂內景一隅，天花盡展伊斯蘭書法。

聖索菲亚是位于现今土耳其伊斯坦布尔的宗教建筑，旧称聖索菲亞大教堂，有近一千五百年的漫長歷史，因其巨大的圓頂而闻名于世，是一幢「改變了建築史」的拜占庭式建築典範。
索菲亞在希腊语裡的意思是神聖智慧。其拉丁语名称则为或，希臘語全名是，解作「上帝聖智教堂」，教堂供奉在基督教神學裡的耶稣。大教堂稱為「聖索菲亞」（Ἁγία Σοφία），是特別獻給天主聖智的那一位，即為耶穌基督。這種對耶穌的稱呼可能源自使徒保羅在《哥林多前書》第1章第24节参中對基督的描繪：「但在那蒙召的，無論是猶太人、希臘人，基督總為神的能力，神的智慧（Σοφία）」。
在该教堂伫立的地点曾经存在过两座被暴乱摧毁的教堂，公元532年東羅馬（拜占庭）帝國皇帝查士丁尼一世下令建造第三所教堂。在帝國雄厚的国力支持之下，由物理學家米利都的伊西多爾及數學家特拉勒斯的安提莫斯设计的这所教堂在公元537年便完成了其建造。刚竣工时的圣索菲亚大教堂是東正教會牧首巴西利卡形制的大教堂，在1519年塞維亞主教座堂建成之前，聖索菲亞大教堂一直是世界上最大的教堂。聖索菲亞大教堂由360年落成直至1453年期間都是君士坦丁堡的大教堂。
奧斯曼土耳其人在1453年征服君士坦丁堡，蘇丹穆罕默德二世下令將大教堂改為清真寺，稱阿亞索菲亞大清真寺，还将鐘鈴、祭壇、聖幛、祭典用的器皿移去，用灰泥覆蓋基督教鑲嵌畫。日后又逐渐加上了一些伊斯蘭建築，如米哈拉布、敏拜爾及外面的四座叫拜樓。
随着土耳其共和国的建立，1934年该教堂失去了其宗教意义，1935年2月1日，这座见证了数个帝国兴盛衰亡的建筑以博物館的身份重新对世人开放。直到2020年7月2日，时任總統雷杰普·塔伊普·埃尔多安撤销国父凱末爾在1934年签署改為博物館的政令，恢复其為清真寺。
大教堂藏有大量聖物，當中以一個15公尺（49英尺）高的銀聖幛最具特色，聖索菲亞大教堂是君士坦丁堡牧首的主教座，在将近千年的时间里都是正教會的焦點。1054年，樞機宏伯特到聖索菲亞大教堂的祭壇將牧首米恰爾一世·色路拉里烏逐出教會，該事件被視為東西教會分裂的開端。
作為接近500年來伊斯坦堡最重要的清真寺，聖索菲亞大教堂是眾多奧斯曼帝國時期清真寺如蘇丹艾哈邁德清真寺（藍色清真寺）、塞札特清真寺、蘇萊曼尼耶清真寺、魯斯坦帕夏清真寺、奇力克阿里帕夏清真寺的模范。

## 歷史

### 第一代建筑物（4世纪）
第一代教堂被稱為「大教堂」（希臘語：Μεγάλη Ἐκκλησία (Megálē Ekklēsíā)），在360年2月15日君士坦提烏斯二世在位時啟用，大教堂建在正在興建中的帝國皇宮旁。附近的伊蓮娜教堂在較早時已建成並作為主教座堂，直至聖索菲亞大教堂建成。這兩所教堂同為拜占庭帝國最重要的教堂。
索克拉蒂斯（380年－440年）記述了第一代教堂，認為它是君士坦丁一世所建。它被建為拉丁柱廊式的大教堂，附有長廊及木制屋頂，還有一個天井。它在當時被譽為世上最出色的歷史建築物之一。
君士坦丁堡牧首約翰一世與皇帝阿卡狄奧斯的妻子、皇后艾莉娅·欧多西亚發生衝突，因而在404年6月20日被流放，因此而起的連串暴亂使第一教堂毀於一旦，關於第一所教堂的一切在當今已徹底消失。

### 第二代建筑物（5世纪）

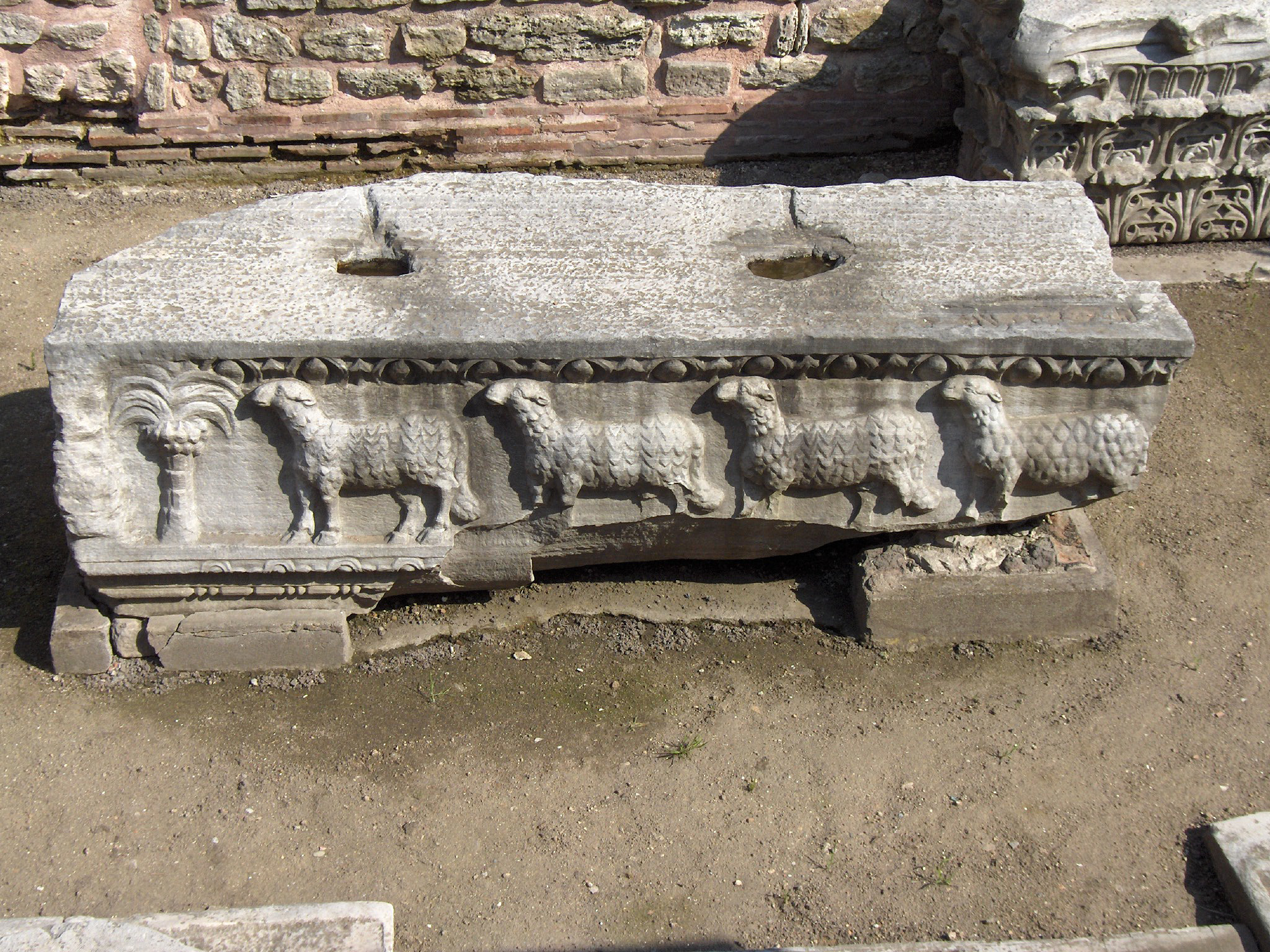
狄奧多西二世下令興建的教堂遺下的殘存石頭，石上顯示神的羔羊。

狄奧多西二世下令興建第二代教堂，於415年10月10日落成，這個木制屋頂的教堂是由建築師魯弗留斯所建。532年1月，尼卡暴動引起的一場大火將第二代聖索菲亞大教堂燒成渣滓。
第二代教堂的數塊大理石殘骸倖存至今，這些石塊上的浮雕展示了十二羔羊、十二使徒等圖像。這些石塊原來是正門的一部分，現在展示在教堂的庭園內。這些石塊是在1935年由A. M.施奈德對西庭的一次挖掘當中被發現，由於擔心損害現時的聖索菲亞大教堂建築，發掘工作再也沒有繼續。

### 第三代建筑物

#### 拜占庭教堂（6至15世纪）
532年2月23日，在第二代教堂被摧毀後的僅僅數天，東羅馬帝國皇帝查士丁尼一世決定興建第三代截然不同的大教堂，第三代教堂較前兩所更為宏大雄偉。
查士丁尼一世選用物理學家米利都的伊西多爾和數學家特拉勒斯的安提莫斯為建築師，但安提莫斯在不足一年內逝世。東羅馬史學家普羅科匹厄斯在《建築》一書裡描述了建造聖索菲亞大教堂的狀況。皇帝將帝國各地的物料運送到君士坦丁堡，如以弗所阿耳忒彌斯神廟的古希臘圓柱。大石都是來自遠處的採石場，包括埃及的斑岩、色薩利的綠色大理石、博斯普魯斯海峽地區的黑石及敍利亞的黃石。超過一萬人參與建造工作，這所新教堂馬上就被認為是重要的建築，展示了建築師的創造力。建築師們採用了希羅的理論，在廣大的空間之上建造巨大的圓頂。皇帝與牧首梅納斯在537年12月27日一起參與了盛大的落成儀式。教堂內的鑲嵌畫則在查士丁尼的繼任者及侄子查士丁二世在位時（565年－578年）才完成。
553年8月及557年12月的地震使主圓頂及東面的半圓頂破裂，558年5月7日發生的地震使主圓頂徹底倒塌，破壞了讀經台、祭壇及其華蓋。皇帝馬上下令修復，讓米利都的伊西多爾的姪甥伊西多拉負責修復工作。他使用了較輕的建材，又將圓頂提高了6.25公尺（20.5英尺），使教堂的內部高度達到現時的55.6公尺（182英尺）。修復工程在562年完成，使教堂在6世紀的面貌得以保存至今。拜占庭詩人示默者保羅（Paul the Silentiary）為教堂的重建創作了一首名為《讀畫詩》的長詩。562年12月23日，牧首優迪基烏（Eutychius）主持落成儀式。
聖索菲亞大教堂是君士坦丁堡牧首的主教座堂，並且是拜占庭帝王儀式的首要場地，如加冕典禮。大教堂為作惡者提供庇護，外國遊客對此深受感動。
726年，東羅馬皇帝利奧三世頒佈一系列的詔令抵制偶像崇拜，命令軍隊摧毀一切聖像，迎來了毀壞聖像運動。聖索菲亞大教堂內的所有宗教畫像及雕像被移除。在伊琳娜女皇在位時期（797年－802年），聖像崇拜得到短暫的恢復，此後偶像破壞者捲土重來。東羅馬皇帝西奥菲勒斯深受伊斯蘭藝術影響，而伊斯蘭藝術是禁止偶像崇拜的。他將刻有畫押字的青銅兩翼門安裝在大教堂的南面入口。
859年的大火對大教堂造成破壞，而869年1月8日的地震使一個半圓頂倒塌，巴西爾一世下令復修。
989年10月25日發生強烈地震，破壞了大教堂的大圓頂，巴西爾二世委託亞美尼亞建築師、阿尼及阿吉涅大教堂的創造者梯利達特（Trdat）修復圓頂，西面的圓拱及部份大圓頂是他主要的修復部分。大教堂的損毀程度使修復工作持續了六年，大教堂在994年5月13日重開。
君士坦丁七世在他的《典儀論》（De Ceremoniis）裡記載了帝王及牧首在聖索菲亞大教堂舉行典禮儀式的詳情。

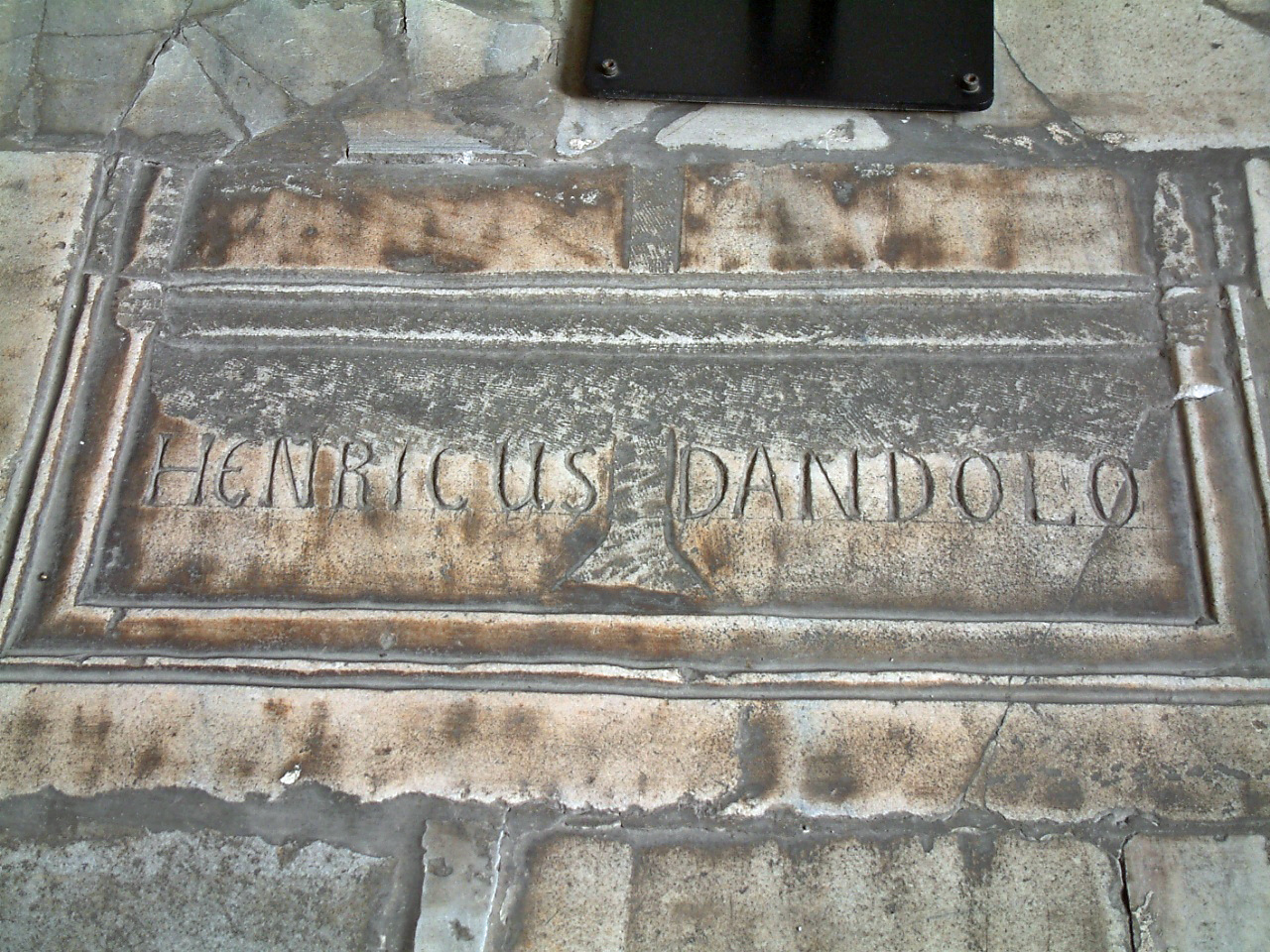
聖索菲亞大教堂裡威尼斯公爵恩里科·丹多洛的墓碑，他在1204年領軍劫掠君士坦丁堡。

在第四次十字軍東征期間，大教堂被拉丁基督徒洗劫及褻瀆。據史學家尼基塔斯·蔡尼亞提斯所述，大教堂的一些聖物如耶穌墓碑的一塊石頭、聖母瑪利亞之奶、耶穌裹屍布及多位聖人的骨頭都被轉送到西方，現今可在西方多個博物館內參觀這些聖物。在拉丁帝國的佔領下，聖索菲亞大教堂成為了天主教會的主教座堂。鮑德溫一世於1204年5月16日在聖索菲亞大教堂依照拜占庭傳統加冕為王。在1204年發動拉丁十字軍的威尼斯公爵恩里科·丹多洛被葬在教堂內，碑文顯示了他的名字，成為了地面裝飾。1261年，重奪君士坦丁堡的拜占庭人向碑文啐唾洩憤。不過，1847年至1849年的復修工程卻令公爵墳墓的真確性遭到質疑，該墳墓更像是一個象徵式墓地以作紀念。
拜占庭人重奪君士坦丁堡後，大教堂已顯得相當破敗，西面的四道扶壁大概就是在這時加建。1317年，安德洛尼卡二世在教堂東部及北部加建四道扶壁。1344年10月的地震使教堂的圓頂崩裂，部分建築在1346年5月19日倒塌，教堂在此後關閉。1354年，建築師阿斯特拉及佩拉爾塔負責教堂的修繕工作。

#### 鄂圖曼清真寺（15至20世紀）

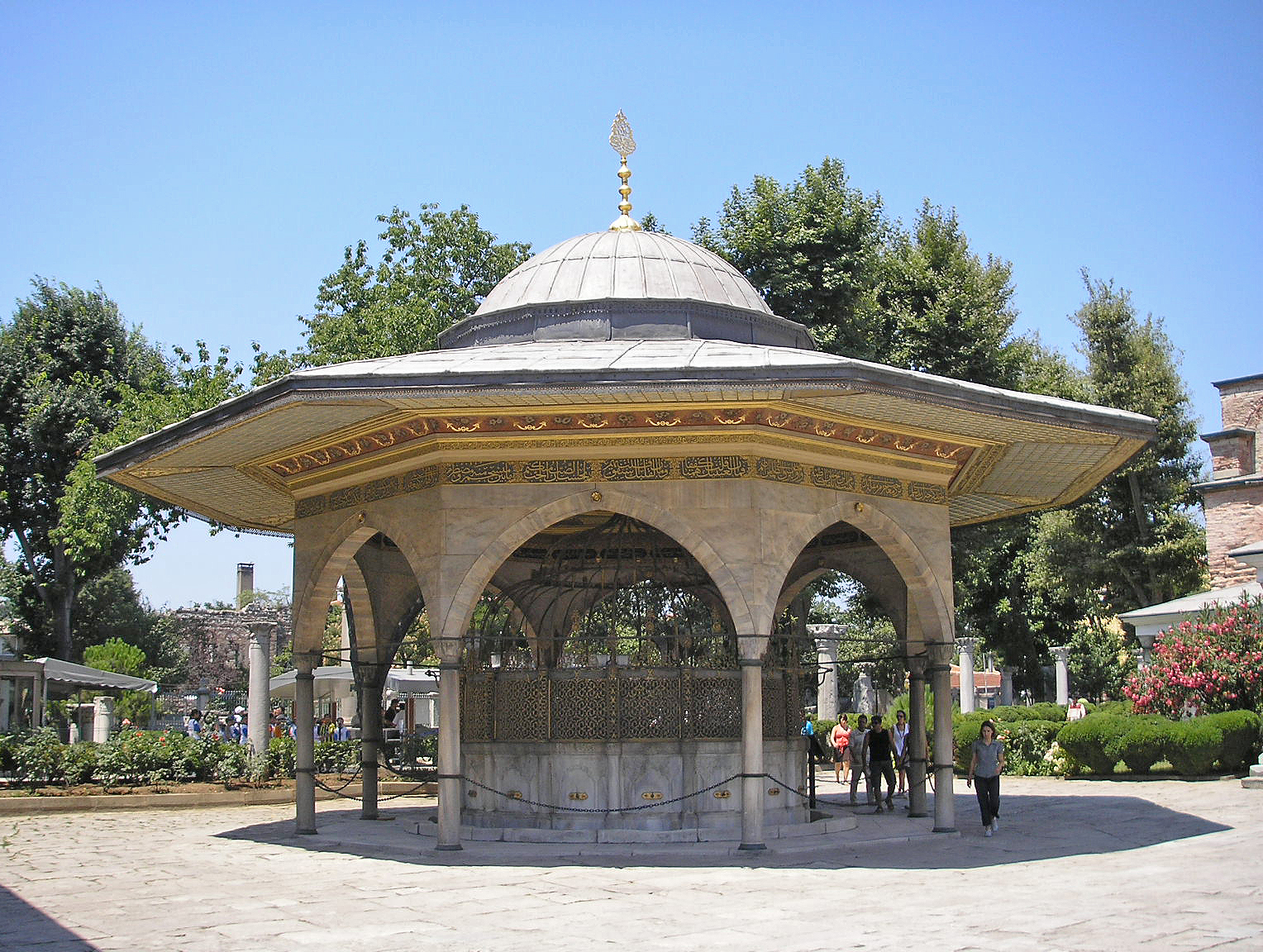
洗禮儀式所用的噴泉。

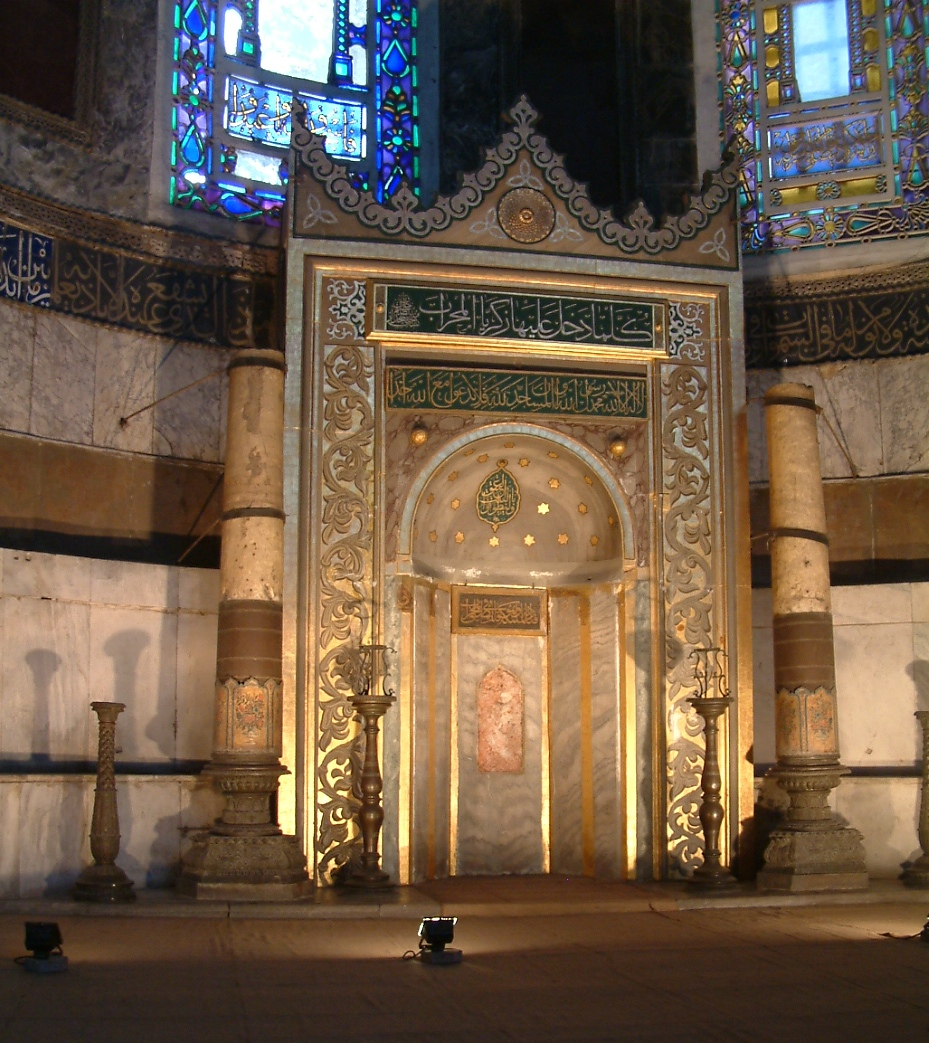
位處後殿的「米哈拉布」，祭壇面向聖城麥加。

鄂圖曼土耳其人在1453年征服君士坦丁堡，聖索菲亞大教堂隨即被轉換成阿亞索菲亞清真寺。當時教堂已相當殘破，多道門窗剝落。多個西方訪客都描述了當時教堂的狀況，包括科爾多瓦貴族佩德羅·塔富爾（Pedro Tafur）及佛羅倫斯的克里斯托福羅·布隆戴蒙提（Cristoforo Buondelmonti）。穆罕默德二世下令清理及將教堂轉換為清真寺。繼任蘇丹巴耶濟德二世建造了一座新的叫拜樓替代他的父親所建的叫拜樓。
在十六世紀，蘇萊曼一世在征戰匈牙利後帶來了兩根巨大的蠟燭，放置在清真寺米哈拉布的兩側。在塞利姆二世統治時期，清真寺已顯得老舊，被認為是世上首個地震工程師之一的科查·米馬爾·希南在清真寺外面加築支撐結構。除了強化歷史悠久的拜占庭建築結構外，希南又在西端加建兩座大型叫拜樓、蘇丹專用的前座，又於1577年在東南方建造塞利姆二世的陵墓。1600年代，穆拉德三世及穆罕默德三世的陵墓建在塞利姆二世陵墓旁。
後來，清真寺再加設蘇丹樓座、一個以大理石裝潢的敏拜爾、一個佈道用的講台及一個供穆安津使用的凉廊。
穆拉德三世從帕加馬運來了兩個古希臘漢白玉大甕，放置在清真寺正殿兩側。
1739年，蘇丹馬哈茂德一世下令復修清真寺，並加建一所伊斯蘭學校、一所公共廚房及一所圖書館，又在1740年加建洗禮用的噴泉，將清真寺建築轉變為庫里耶（建築群）。與此同時，清真寺內再加設一個蘇丹樓座及一個米哈拉布。
在1847年至1849年間，蘇丹阿卜杜勒-邁吉德一世對清真寺開展了最為著名的一次復修，在瑞士及意大利籍建築師兄弟加斯帕雷及朱塞佩·福薩蒂的監管下動用八百名工人。他們鞏固了圓頂和拱頂、擺正圓柱及改變建築內外的裝潢。上層樓座的鑲嵌畫都被擦掉，古舊的吊燈被撤換。巨大的圓框雕飾被加掛在圓柱上，刻有阿拉、先知穆罕默德、四大哈里發（阿布·伯克爾、歐麥爾、奧斯曼、阿里）及穆罕默德兩位孫兒（哈桑、海珊）的名字。1850年，福薩蒂加建一個拜占庭復興建築風格的長廊，連接清真寺後方的皇室樓閣。一座記時員建築及一所伊斯蘭學校建在清真寺外，叫拜樓也被修正為同一高度。復修完成後，清真寺在1849年7月13日舉行盛大慶典並重開。

#### 土耳其博物館（1934至2020年）

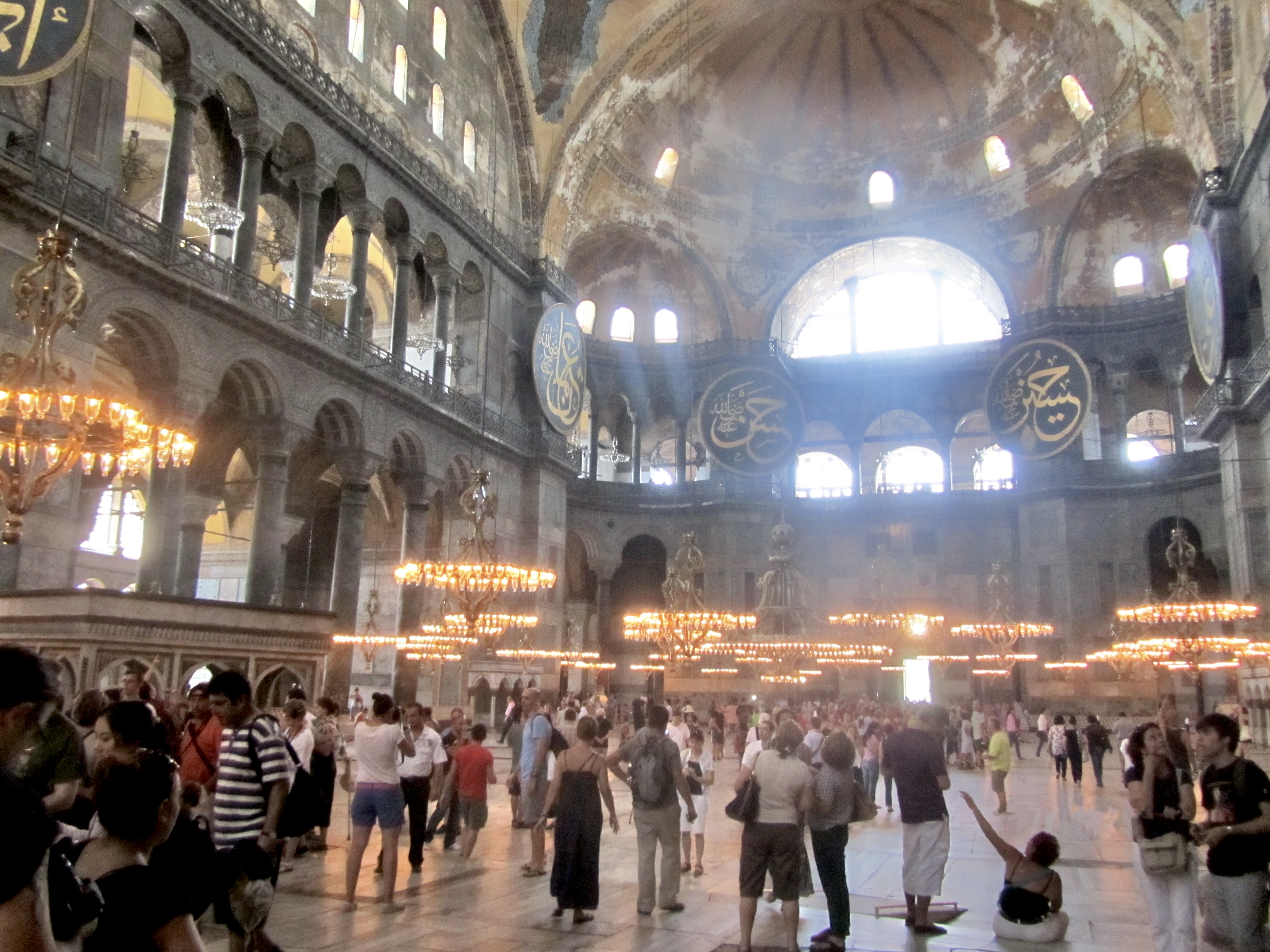
2012年7月26日聖索菲亞博物館大廳，鷹架已移除。

1935年，第一任土耳其總統及土耳其國父穆斯塔法·凱末爾·阿塔图爾克將聖索菲亞大教堂變為博物館。地毯被移走，覆蓋在鑲嵌畫上的石膏由專家煞費苦心地擦去，地面飾品得以展示。成为博物馆之后的圣索菲亚教堂被改名为阿亚索菲亚博物馆，实际上该博物馆的展品主要就是建筑物自身以及其中的镶嵌画艺术品。20世纪40年代中，由美国拜占庭研究会以及敦巴顿橡树园现场委员会（Dumbarton Oaks Field Committee）牵头的考古学家们开始了对圣索菲亚大教堂的修复工作。1985年，圣索菲亚大教堂所在的伊斯坦布尔文化区被联合国教科文组织选为世界文化遗产。但是博物馆的修復工作并不理想，1993年，一个联合国教科文组织的考察团在其报告中指出，博物馆日久失修，墙上的石膏正在脱落，有些破损的窗户没有及时被修复，大理石的清理進度也不理想，一些颜料已经被潮湿的空气侵蚀了。同年，博物馆在其穹顶之下搭建起了整修用的鷹架，这一“临时”建筑一直在博物馆内存在着，直到2010年拆除。1996年至1998年，阿雅索菲亚博物还被世界文化遗产基金会选为其百大濒危遗产。如今的阿雅索菲亚博物馆大约每年接待二百五十万外国游客，随着伊斯坦布尔当选为2010年的欧洲文化之都，对圣索菲亚大教堂的修复工作被重新提上议程。重达160吨的鷹架在同年被拆除。

#### 土耳其清真寺（2020年至今）
2018年，伊斯蘭協會曾要求在聖索菲亞大教堂舉行伊斯蘭宗教祭祀，但遭到土耳其憲法法院否絕。
2020年7月2日，在土耳其總統雷杰普·塔伊普·埃尔多安的政治運作下，土耳其最高行政法院宣布撤銷1934年土耳其國父凱末爾部長會議的聖索菲亞改為博物館的政令。7月10日，在聯合國教科文組織、歐盟、美國、俄羅斯都反對的情況下，埃爾多安總統正式宣佈聖索菲亞恢復為清真寺，並于7月24日在圣索菲亚大教堂舉辦第一場大型伊斯蘭教首次祈祷。这项宣布引起广泛批评，艺术史学家认为，一旦聖索菲亞大教堂成为一座正在运转的清真寺后，他们将会失去进行研究的机会，而旅游业和城市当局也担心，聖索菲亞大教堂是土耳其访问量最大的旅游景点，2019年有370万游客，这项宣布会让到访的游客受到阻挠。同时，土耳其国内外的基督徒也表示担忧，认为这项宣布是让土耳其从世俗國家变为回教國家，阻礙了穆斯林（伊斯蘭教）和基督徒（基督宗教）之间的交流。

## 建築

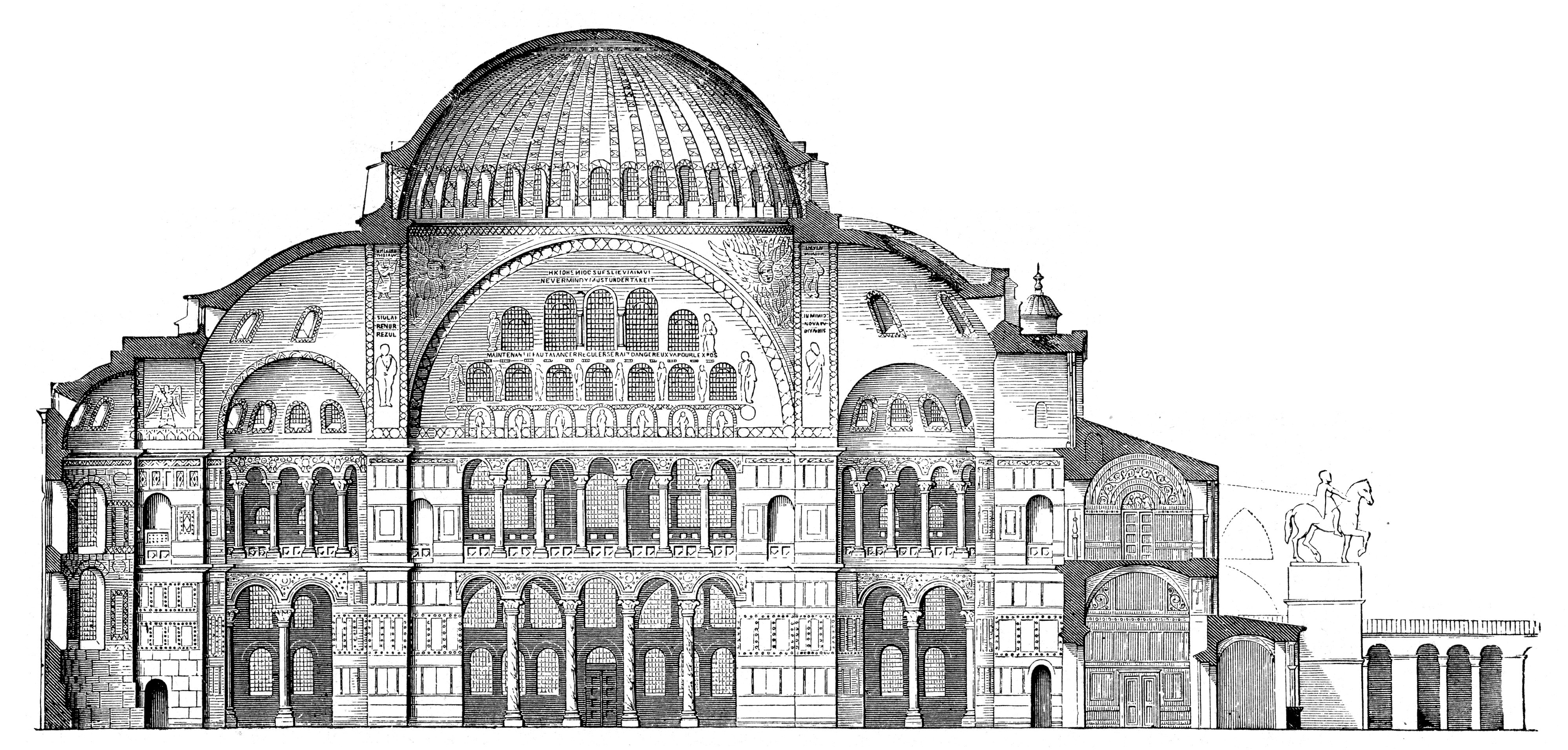
聖索菲亞大教堂原建築的一部分

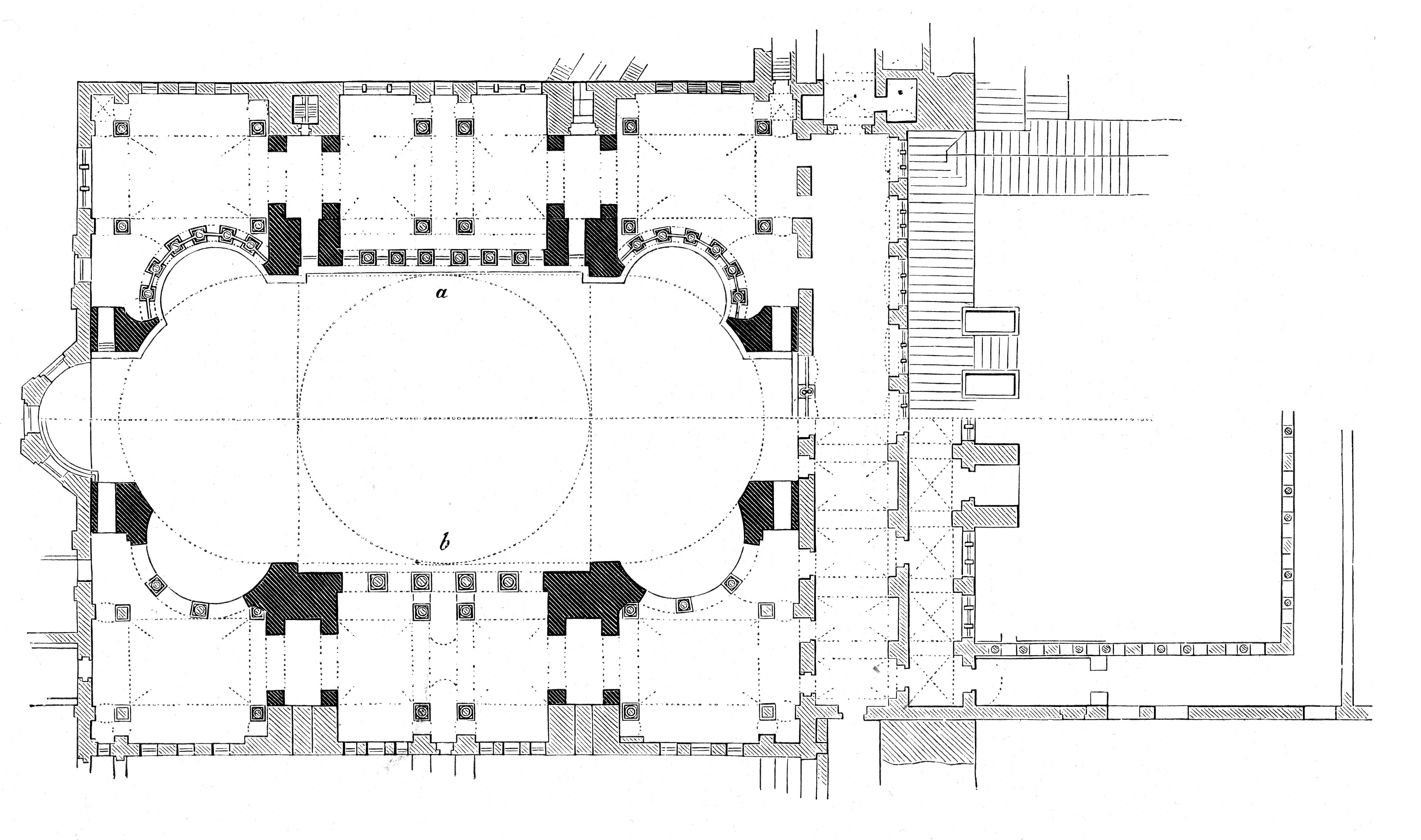
聖索菲亞大教堂平面圖

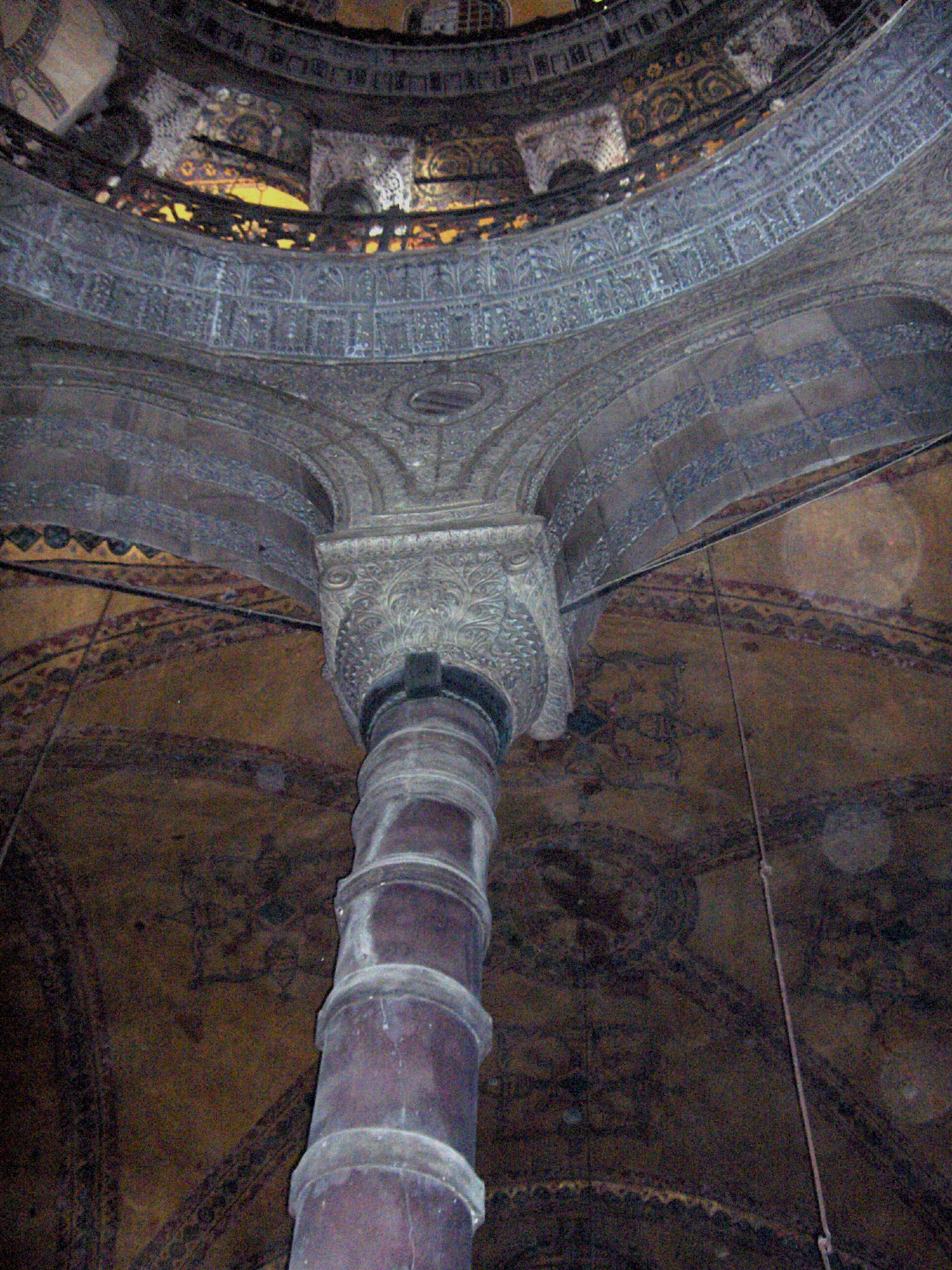
圣索菲亚大教堂的石柱，镶有金属环

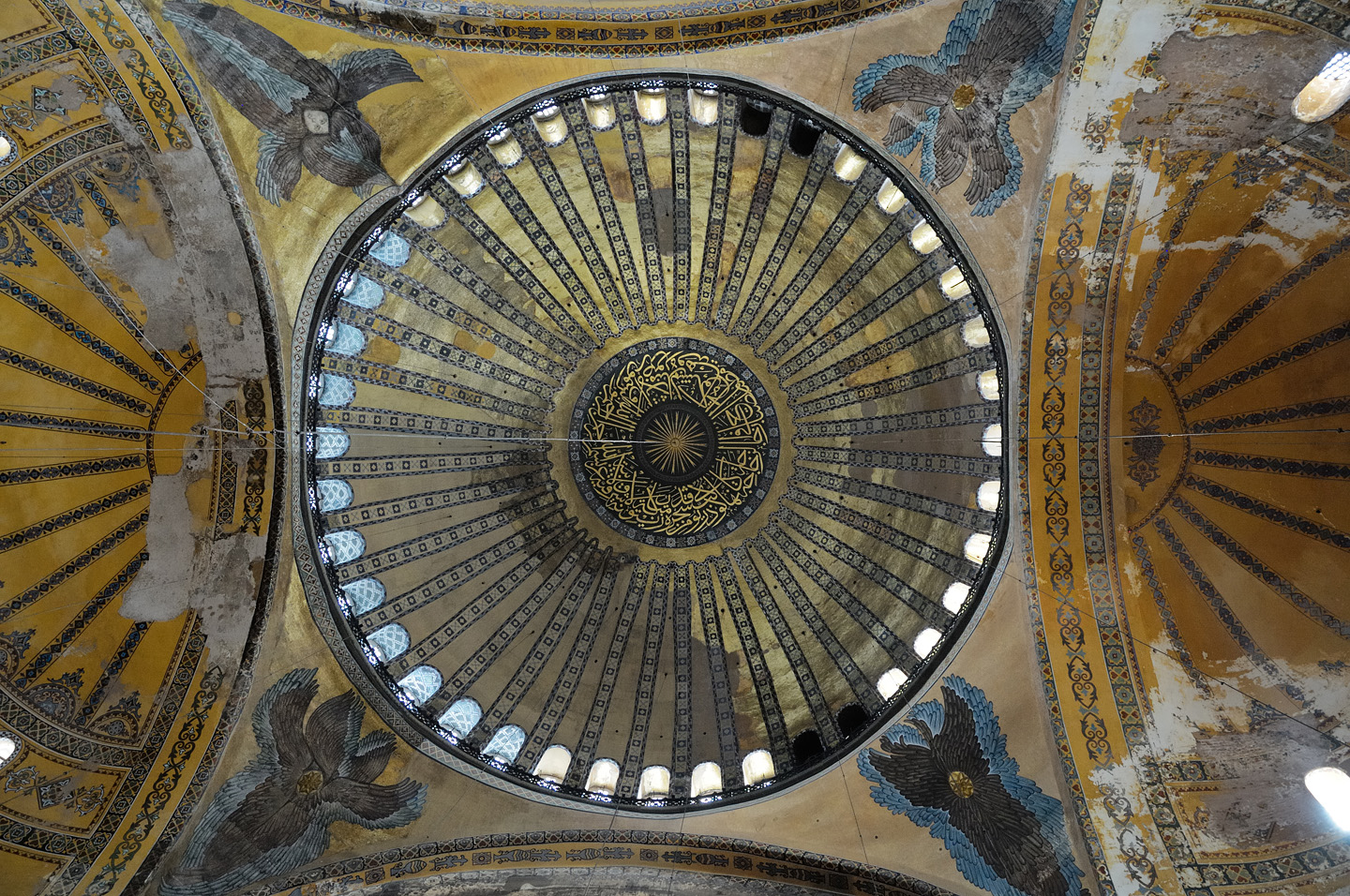
圣索菲亚大教堂的圆顶

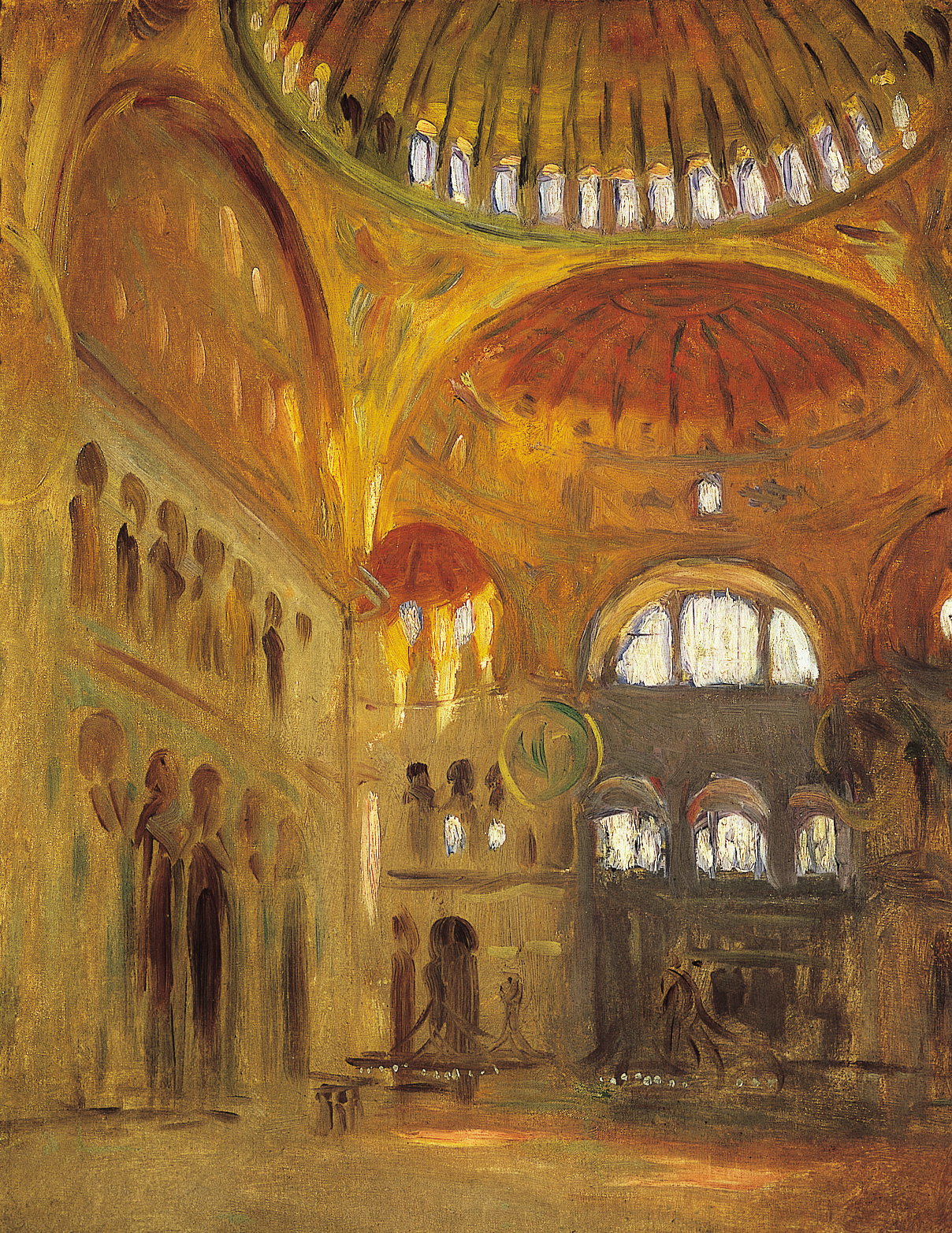
圣索菲亚大教堂的内部，由约翰·辛格·沙金绘制

聖索菲亞大教堂是拜占庭式建築最佳的現存範例，其鑲嵌畫、大理石柱子及裝飾等內景佈置極具藝術價值。大教堂的富麗堂皇及精美粉飾令查士丁尼也不禁聲稱：「所羅門！我已經超越了你！」（Νενίκηκά σε Σολομών）。查士丁尼監督著聖索菲亞大教堂的建造，直至塞維亞主教座堂完成前，聖索菲亞大教堂保持著最大教堂的地位達一千年之久。
聖索菲亞大教堂是古代晚期建築的一大成就，又是拜占庭式建築的第一個傑作。它在建築及禮儀方面的影響深遠並普及至東正教會、天主教會及穆斯林世界。这座教堂内一共使用了107根柱子，柱头大多采用华丽的科林斯柱式，柱身上还增加了金属环扣以防止开裂。大教堂最大的圓柱高19至20公尺，直徑約1.5公尺，以花崗岩所制，重逾70噸。查士丁尼一世曾下令將巴勒貝克、黎巴嫩的八個科林斯柱式拆卸及運送到君士坦丁堡建造聖索菲亞大教堂。与主要使用大理石的希腊建筑以及主要使用混凝土的罗马建筑不同的是，圣索菲亚的主要建筑材料为砖块。
教堂內部的空間廣闊，結構複雜。教堂正廳之上覆蓋著一個最大直徑達31.24公尺、高55.6公尺的中央圓頂，圓頂直徑較萬神廟的穹頂直徑少了四分之一，但高度卻多了四分之一。圓頂下連綿的拱廊使圓頂看似失重，其下方的40個拱形窗戶引進光線，使室內呈現色彩。由於經歷過為數不少的維修，圓頂已經不是絕對圓形的底座，圓頂略呈橢圓，其直徑介乎31.24公尺至30.86公尺之間。
如何在立方体的建筑上放置圆形穹顶，一直是古代建筑学上的难题。圣索菲亚大教堂给出的解决之道是帆拱，四個三角凹面磚石結構将世界上最大的圆顶之一架设在了恢弘的大厅之上。圓頂的重量通過穹隅，由角落的四條巨型柱子支撐，圓頂看似就在這些柱子的四個大拱形之間浮起。在东西两端各有两个半圆穹顶分散重量，每个半圆穹顶又将其压力进一步分散至三个较小的半圆穹顶上。
室內地面舖上了多色大理石、綠白帶紫的斑岩以及金色的鑲嵌畫，在磚塊之上形成外殼。這些覆蓋物掩飾了柱墩，同時使外觀看起來更加明亮。

### 外围建筑
在教堂的東端和西端，拱形缺口由半圓頂伸展，形成了半圓座談間。這種圓頂層次創造了在主圓頂下的廣闊橢圓空間，這在近古時代是前所未有的。即使如此，圓頂的重量依然造成問題，因此在奧斯曼帝國時代，建築師米馬爾·希南在建筑的外部修建了扶壁用以加固。
在外面，簡單的灰泥牆突顯了拱頂及圓頂，而外牆的紅黃之色是十九世紀復修時由建築師福薩蒂加上的。
教堂西南方的叫拜樓以紅磚建造，而其餘三座叫拜樓則以白色的石灰石及沙石建造，當中東北方較為狹窄的一座是巴耶濟德二世所興建的，西方兩座較大的叫拜樓是塞利姆二世所建的，與前述的扶壁一樣由米馬爾·希南設計。

### 内部结构

圣索菲亚教堂的结构示意图：1. 内厅南侧的出入口 2. 帝国大门 3. 哭泣柱 4. 米哈拉布 5. 敏拜尔 6. 苏丹楼座 8. 淨潔甕 b. 邦克楼之一

在正式进入圣索菲亚大教堂之前，可以在西面的庭院内看见之前第二座教堂的残骸。进入大门之后首先看到的是宽为5.75公尺的外厅，外厅的装饰颇为简单。在外厅的东面即为内厅，它们之间有五扇包裹着青铜的橡木大门可供通行。两者的屋顶都以九道券拱相支撑，以大理石铺设地面。内厅的宽度为9.55公尺，同时也比外厅高出不少。通过内厅北侧的坡道，游客还可通往位于二层的回廊。内厅南侧的一道边门现在被用作博物馆的一个出口，当初却是宗教仪式时专供帝王使用的。

#### 大厅

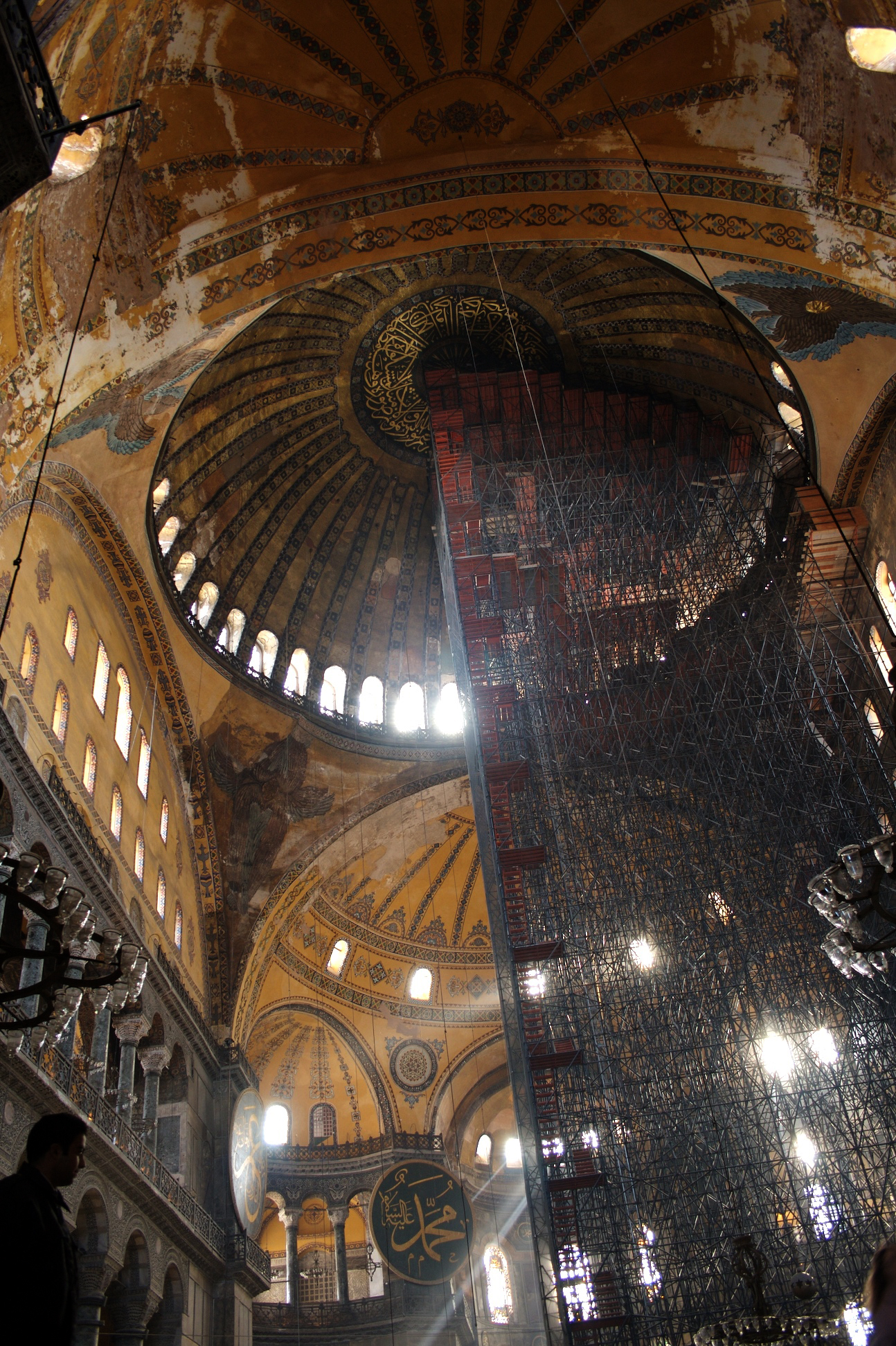
2010年以前大厅的鷹架

从内厅之中可以通过九扇门前往大厅，中央的三扇大门是帝王專用的帝国大門，大門之上的拜占庭馬賽克描繪了基督和利奧六世。如果穿过帝国大门后径直往里走，便可看到圣索菲亚教堂的大厅。这个方形空间的大小为74.67公尺长，69.80公尺宽，大厅两侧则是用廊柱加以分割的侧厅，廊柱和廊柱之间以券拱相连，侧厅又被一层小廊柱再度划分。这些廊柱增添了大厅的层次感，又在空间上强调了侧厅和大厅之间的联系。抬头仰望还可看见伊斯兰统治时期所遗留下来的多块直径7.5公尺的金字圆牌，这些圆牌上分别刻写着真主、默罕默德、四位哈里发以及默罕默德两个孙子的名字。游客还可看见圣索菲亚大教堂著名的大圆顶。

##### 圆顶
聖索菲亞大教堂的圓頂因其建築師對圓頂的創新想法而使藝術史學家、建築師及工程師產生了興趣。圓頂由帆拱支撐，這在此前是從未出現的。帆拱可令圓頂得以接駁在下面由柱子組成的方面。帆拱不僅可以達到令人滿意的美學效果，又可穩定圓頂的側面，使圓頂的重量得以引向下方。
雖然這種設計有助於穩定圓頂及其周邊的牆壁和拱形結構，但是建造聖索菲亞大教堂的牆壁卻弱化了整體建築的結構。砌磚工人使用了更多的砂漿，而不是磚块，因而牆壁較為弱。如果工人能夠在鋪設另一層磚塊之前先讓砂漿凝固，結構會更為穩固。然而他們直接在建築上面架上圓頂，由於下方的砂漿仍未乾透，圓頂的重量使牆壁向外彎曲。這使得伊西多拉在重建圓頂之前必須先把內壁建好，垂直的牆壁方能支撐新圓頂的重量。圓頂的高度也在重建時作出了调整，伊西多拉把圓頂的高度提升了大約6公尺，使側面的力量減弱，圓頂的重量可以更容易地卸到牆壁上。
圆顶的顶部还书写着一圈阿拉伯书法，整个圆顶共由40个肋组成。圆顶底部每两个肋之间都有一扇窗户，摆设这40個窗戶的方式同样引人注目，这些彩色玻璃窗户所将光线引入大厅各处造成神秘光線的效果，使圓頂看起來懸浮在正廳之上，原本就足够雄伟 的圆顶因此显得更加有趣。這大概是由於圓頂的形狀像扇貝殼或傘的內部，傘骨由傘的頂端延伸至底部。這些「傘骨」使圓頂的重量在各個窗戶之間流向穹隅，最終抵達根部。這些獨特的設計使聖索菲亞大教堂成為近古時代最先進的紀念建築物。

##### 大厅摆设及侧厅
在大门两侧的廊柱旁可看到两只大理石淨潔甕，在更靠左的位置还可看见一根名为冒汗柱的神奇廊柱，早在拜占庭时期，人们就对这根廊柱表面所聚集的潮湿水份惊奇不已。如今的人们则可通过触摸这根大理石柱上的凹槽去亲手感觉一下。
同哥特式教堂不同的是，圣索菲亚大教堂没有什么立体的雕刻装饰。當初在查士丁尼的統治下，聖索菲亞大教堂的牆身鋪上了大理石厚板还将拱頂的馬賽克作了簡約的設計，在后堂的拱肩處還可見到天使長加百利及米迦勒的鑲嵌畫，示默者保羅讚頌過一些藝術佈置。樓座的拱肩則以割切作法來裝潢，以黑色的大理石為底，在其上嵌上珍貴的白色大理石切片，顯示花卉及鳥類的圖案。後來加上了人物鑲嵌畫，它們在聖像破壞運動時期被摧毀。現存的鑲嵌畫是後聖像破壞運動時期的。各種聖索菲亞大教堂的寶物、聖物、精品及畫像逐漸成為了驚人的珍藏。此外，很多人物鑲嵌畫在九世紀後期被添加，包括中央圓頂的基督圖像、鼓室下方的正教會聖人、先知及教會長老、與教堂相關的歷史人物，如伊格內修斯以及樓座四福音書的一些圖像。

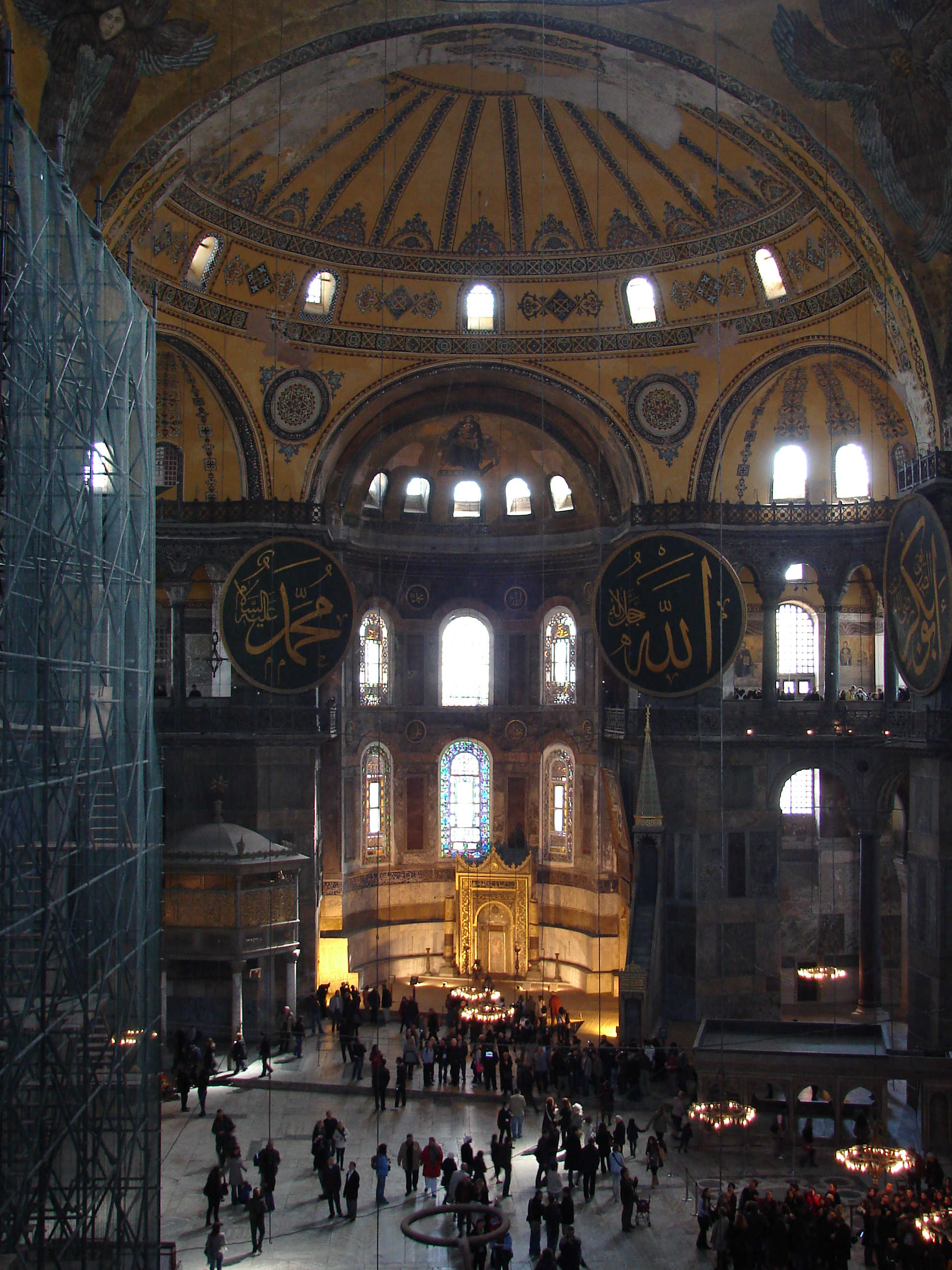
从二层的位置向后堂眺望，可以看见苏丹楼座、米哈拉布、敏拜尔以及圆牌、镶嵌画

大厅两侧是以廊柱相隔的侧厅，它们的宽度大约在18.5米上下。大厅右手边的南侧厅内有一间使用精美的青铜格栅分割开的小室，这就是马哈茂德一世所建造的图书馆阅览室。图书馆由藏书室、阅览室以及连接它们的走廊组成。从侧厅内透过青铜格栅便可看见阅览室内放置的桌椅，打开图书室的门就可以看见对面墙上马哈茂德一世的花押，图书馆墙壁的底部是大理石，上半部分则为伊兹尼克瓷砖。走廊虽然不大，但是墙壁上却装饰着精美花纹。藏书室则由四根柱子和一个平台分为两部分，它的中间是一只精美的书箱，回头望去，还可在通往走廊的门上看见马哈茂德一世的花押及一首描述图书馆竣工的小诗。
继续前进之后，即可来到后堂。后堂又被三座半圆小穹顶进一步分为三间凹室。在左手边后堂东北角的位置可以看到苏丹楼座，历史上圣索菲亚大教堂内曾先后建造过多个苏丹楼座，现在的这座建于1847年。它是专为苏丹举行一些不需向社会公开的宗教活动而设计的，同时它还可以保护苏丹免受行刺。其立柱是典型的拜占庭风格，而护栏上的雕花却是土耳其式的洛可可风格。
后堂南边与苏丹楼座相呼应的位置是木制的敏拜尔，这个台阶是供伊斯兰教的神职人员宣讲古兰经使用的。在敏拜尔偏西的地面上，可以看到一块以彩色大理石装饰的地面。这个地方被称为“世界的肚脐”，换句话说也就是世界中心，历任苏丹就是在这个地方被加冕的。
在大教堂的最东处即为米哈拉布所在的凹室，阳光透过土耳其风格的彩色窗户射入这片半圆形区域。其前面的底部贴着大理石薄片，上半部分有一圈墨绿底色的土耳其瓷砖，瓷砖上用金色的阿拉伯书法撰写着古兰经上摘抄下的语句。伊斯兰建筑师在后堂新建了一个祭台，米哈拉布被布置在祭台上正对着东方麦加的位置。位于米哈拉布之上的则为基督教的镶嵌画以及真主和默罕默德的金字圆牌，后凹室还有狭窄的走廊同两边侧厅连通。

## 鑲嵌畫

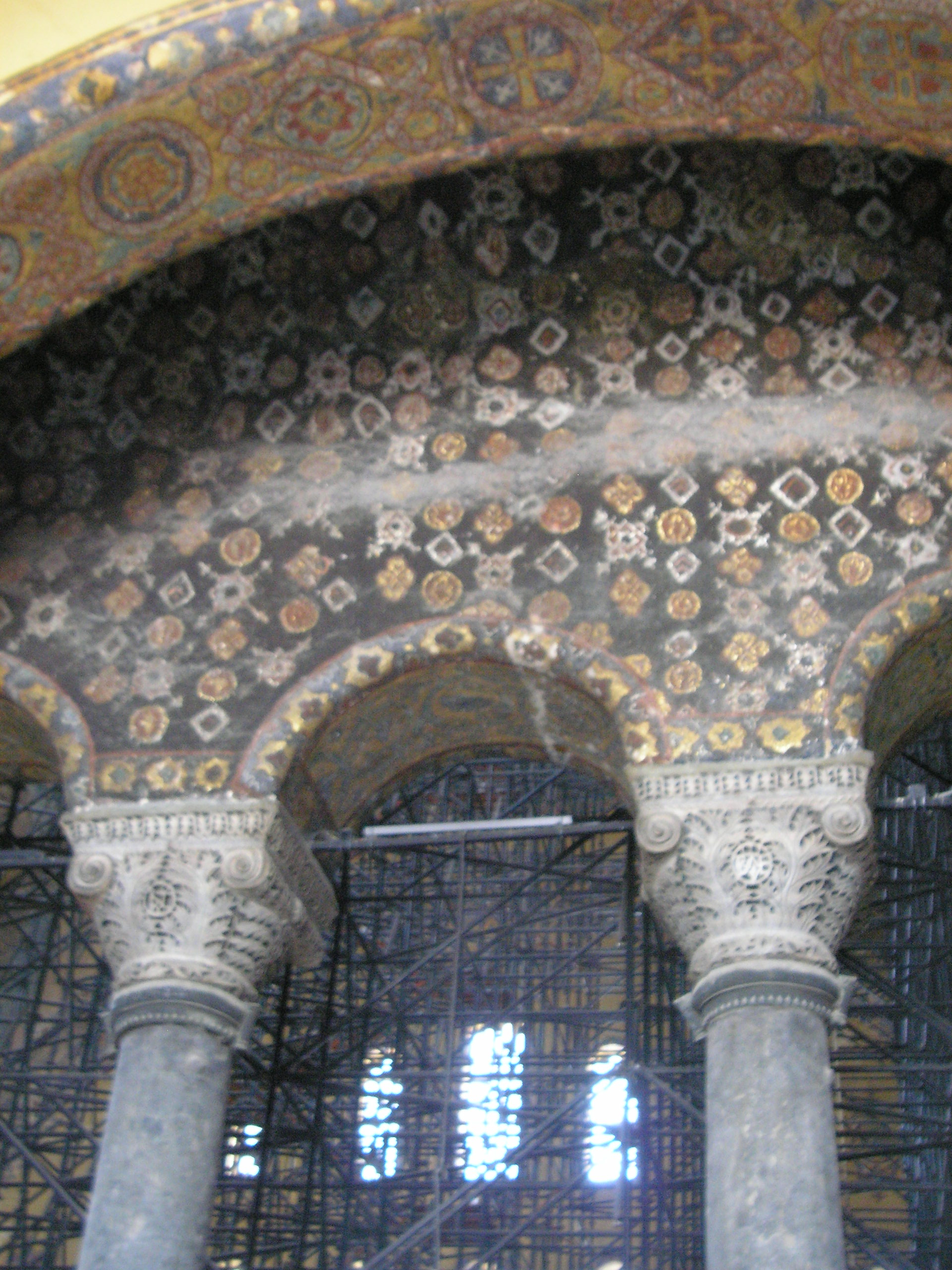
上層帝國樓座的幾何圖案鑲嵌畫

多個世紀以來，聖索菲亞大教堂的鑲嵌畫佈置相當華麗。這些壁畫描繪了聖母瑪利亞、耶穌、聖人、帝王及皇后，還有其他純粹裝飾性的幾何鑲嵌畫。
1204年，君士坦丁堡遭到洗劫，拉丁十字軍肆意破壞城內重要拜占庭建築的貴重物品，包括聖索菲亞大教堂的黃金鑲嵌畫。組織入侵君士坦丁堡的恩里科·丹多洛把許多劫掠得來的物品運到威尼斯。
聖索菲亞大教堂在1453年變為清真寺，由於伊斯兰教禁止具象的影像，許多鑲嵌畫都被石膏覆蓋。不過這些畫並沒有被一次性地全部被覆蓋，一些十七世紀的紀錄反映訪客依然可在教堂內看到基督的圖像。在1847年至1849年間，加斯帕雷和朱塞佩·福薩蒂負責修復聖索菲亞大教堂，蘇丹阿卜杜勒-邁吉德一世讓他們記錄他在修復期間發現的鑲嵌畫。他們的修復工程不包括維修那些鑲嵌畫，在記錄下這些圖像後，福薩蒂兄弟再將它們覆蓋，包括把教堂中央原先暴露的兩個熾天使鑲嵌畫覆蓋。現今可在教堂看到四個這些圖像，其中兩個被福薩蒂兄弟復原，以替代在當時已不存在的兩個圖像。福薩蒂兄弟以繪制的方式復原破損的鑲嵌畫，有時更將它們重新設計。福薩蒂兄弟留下的記錄成為了在1894年地震被完成摧毀或部分損毀的鑲嵌畫圖像的原始記錄，這些鑲嵌畫包括位於圓頂的基督神像、今未能識別的「貧困之門」上的一個，一個以珠寶裝飾外層的十字架圖像及大量天使、聖人、牧首及教會長老的圖像。缺失的圖像大多位於教堂的兩個鼓室裡。

### 帝國大門馬賽克

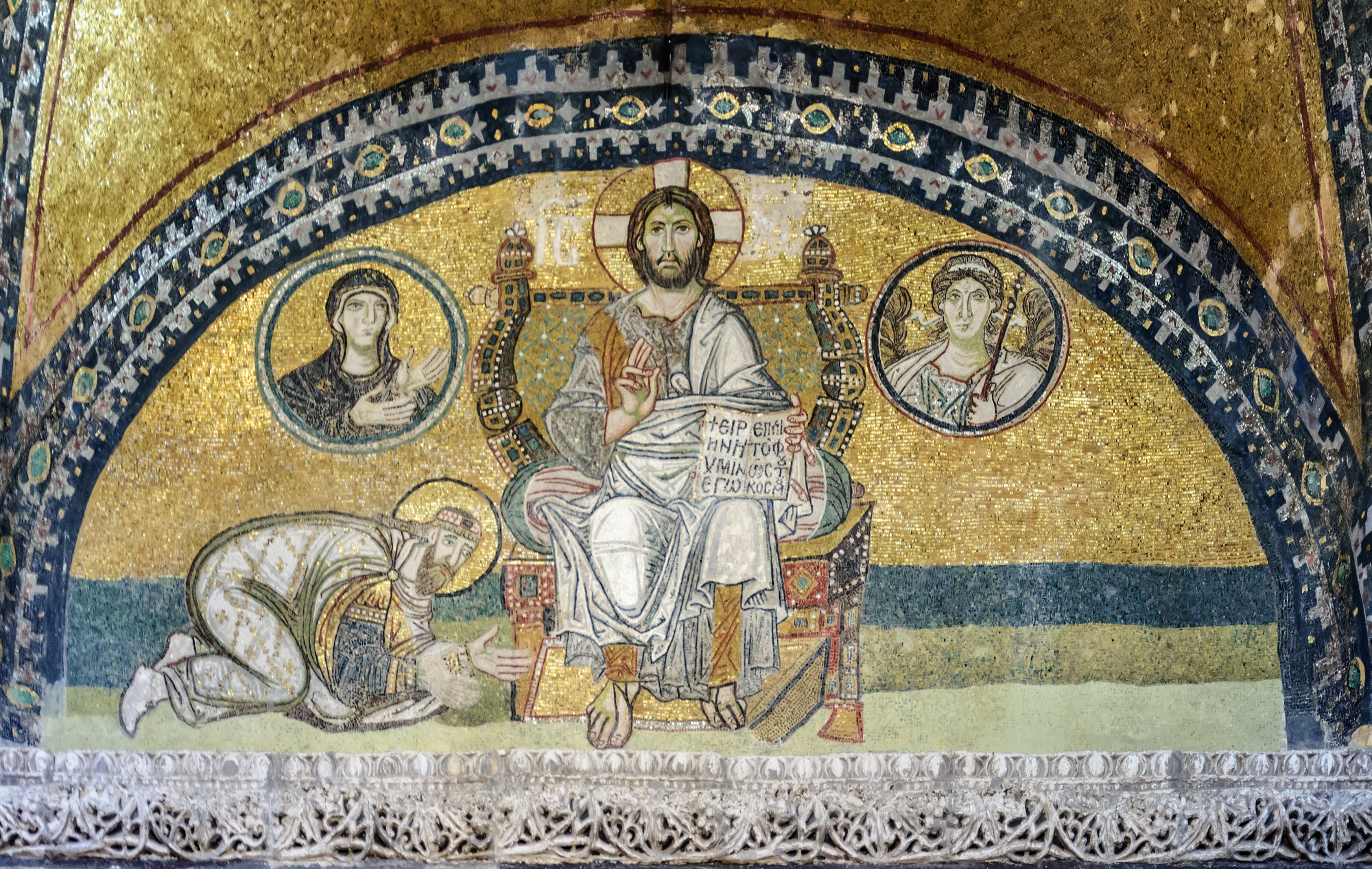
帝國大門馬賽克

帝國大門馬賽克位於帝國大門上的鼓室，帝國大門是帝王進出教堂專用的大門。根據分析顯示，帝國大門馬賽克是九世紀晚期至十世紀早期的作品。鑲嵌畫上顯示的光環是代表利奧六世向基督聖像躬身，鑲嵌畫上的基督神像坐在飾有珠寶的寶座上祝頌，左手拿著一本打開的書籍。書上寫道：「和平與你同在。我是世界的光。」在基督的兩肩處各有一個圓雕：右方是握有權杖大天使加百利，左方是聖母瑪利亞。這些鑲嵌畫表達了基督將永恆的力量賜予拜占庭皇帝。

### 西南大門馬賽克

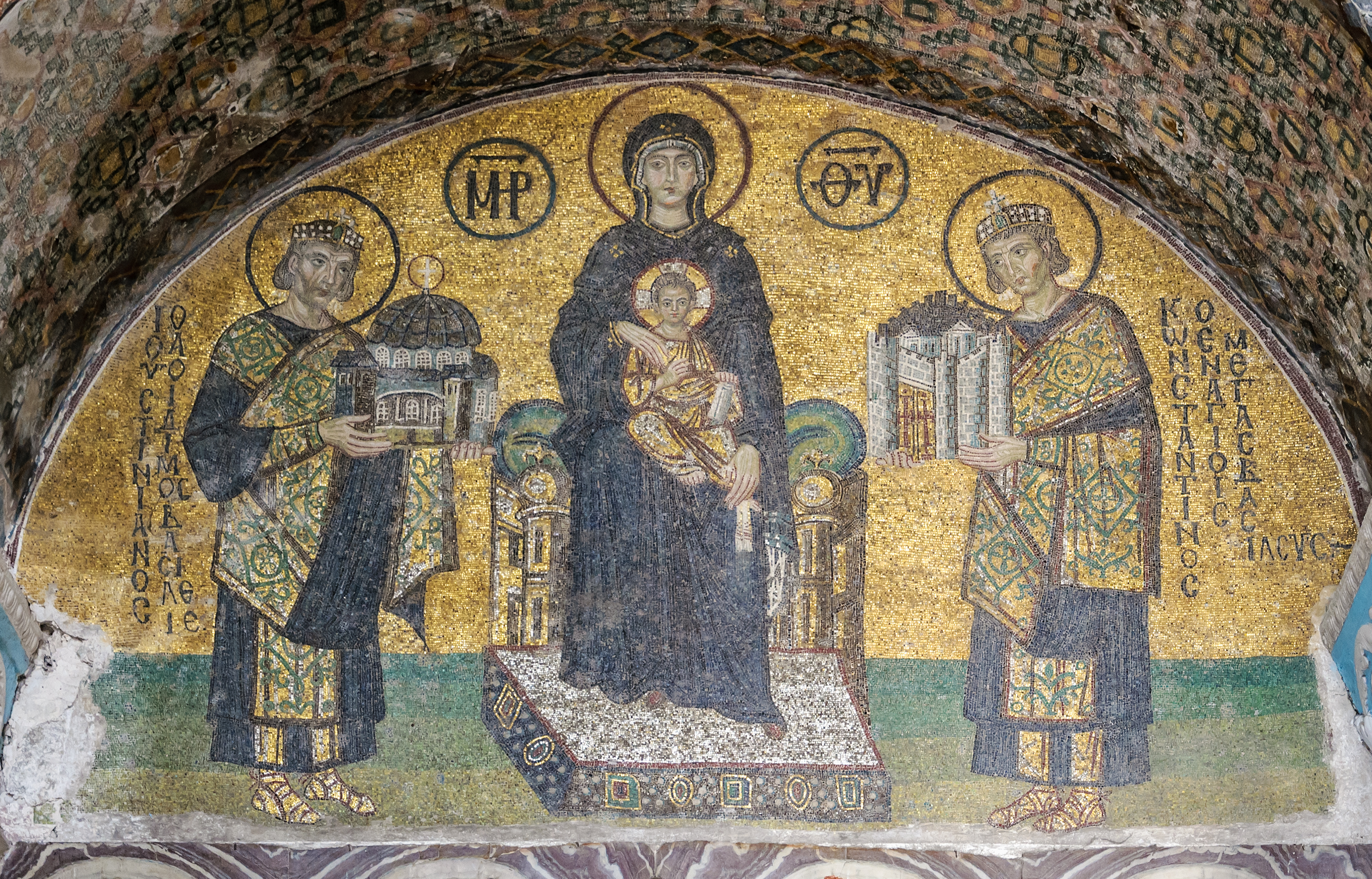
西南大门马赛克中的查士丁尼一世和君士坦丁一世伴在聖母和聖嬰兩側。

西南大門馬賽克位於西南大門的鼓室，來自944年，它在1849年福薩蒂負責復修工作時被發現。鑲嵌畫上的聖母坐在沒有椅背的寶座上，雙腳安放在以珍貴小石修飾的台座上，兒童時代的耶穌在她的膝上，他的左手拿著卷軸，給予祝福。站在聖母左方的是身穿禮服的君士坦丁一世，他把城市的模型送給聖母，在他身邊的文字提到：「聖人及偉大的皇帝君士坦丁」。查士丁尼一世則站在聖母右方，把聖索菲亞大教堂的模型呈給聖母。聖母頭項兩側的圓雕刻有花押字「MP」和「ΘY」，那是「Mētēr」及「Theou」的縮寫，意指「上帝的母親」。

### 後堂馬賽克
後堂馬賽克是後聖像破壞運動時期的首個鑲嵌畫，它是由牧首佛提烏一世、拜占庭皇帝米海爾三世及巴西爾一世於867年3月29日揭幕的。後堂馬賽克位於後堂高處的半圓頂。鑲嵌畫上的聖母瑪利亞坐在沒有椅背的寶座上，兒童時期的耶穌在她的膝上，她的雙腳安放在台座上。這幅鑲嵌畫被相信是復原自六世紀的一幅，該鑲嵌畫在聖像破壞運動時被毀壞。這鑲嵌畫被放置在原本是金色的底面上。位於後堂講壇的大天使加百利和米迦勒肖像同樣都是來自九世紀。

### 皇帝亞歷山大馬賽克

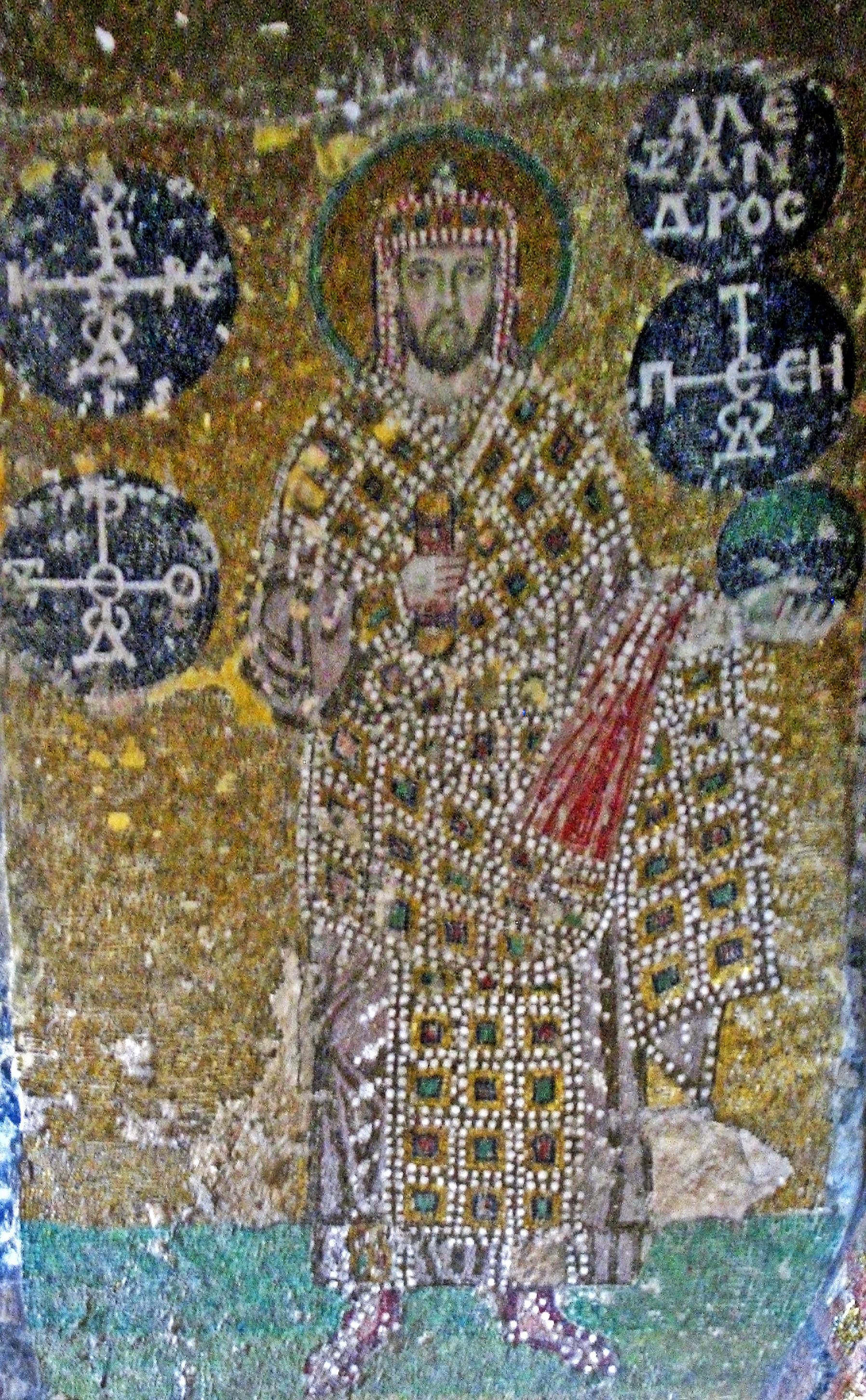
皇帝亞歷山大（879年－913年在位）的鑲嵌畫

對於第一次來訪的遊客來說，皇帝亞歷山大馬賽克不是太容易能夠找到，它位於第二層天花的暗黑角落處。鑲嵌畫描繪著皇帝亞歷山大全身穿戴著特別服飾，右手持卷軸，左手執帶球十字架（Globus cruciger）。1949年，美國拜占庭研究所（Byzantine Institute of America）的創辦人托馬斯·惠特莫爾（Thomas Whittemore）獲得維護皇帝亞歷山大馬賽克的准許，它被認為在1894年的地震中被摧毀。在惠特莫爾逝世了八年後，研究員羅伯特·范尼斯（Robert Van Nice）在1958年發現了皇帝亞歷山大馬賽克的大部分。它不像其他聖索菲亞大教堂的鑲嵌畫那樣被石膏覆蓋，皇帝亞歷山大馬賽克只是被油漆簡單地覆蓋，與周邊的鑲嵌畫圖案沒有兩樣，因此被隱藏得很好。惠特莫爾的繼承人保羅·A·安德伍德（Paul A. Underwood）把它清理。

### 君士坦丁九世和佐伊女皇馬賽克

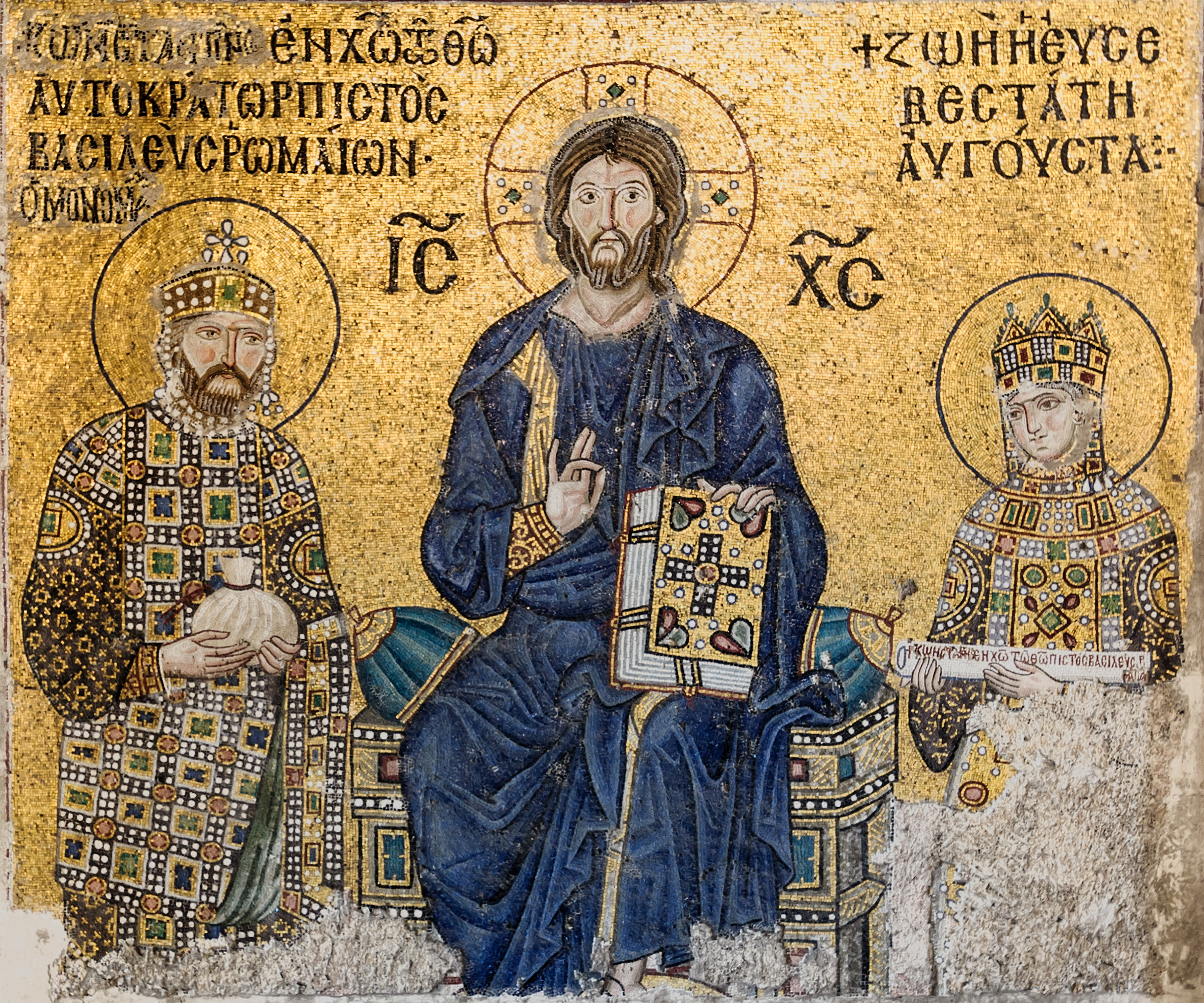
皇帝君士坦丁九世（1042年－1055年在位）和佐伊女皇（1042年4月—6月在位）的鑲嵌畫

在南樓座東側牆壁上的女皇佐伊馬賽克出自11世紀。鑲嵌畫上的基督聖像身穿深藍色長袍（拜占庭藝術的習慣），他坐在金色背景的中央位置，以右手祝頌的同時左手拿著聖經，在他頭項的兩側分別寫有「IC」及「XC」，意指「耶穌基督」（Iēsous Khristos）。身穿禮服的君士坦丁九世和他的妻子佐伊女皇分別在耶穌的左右側。君士坦丁九世呈上錢包，象徵著他在教堂的奉獻；佐伊女皇手持卷軸，象徵著她作出的奉獻。君士坦丁九世頭上的文字寫道：「君士坦丁，上帝基督虔誠的皇帝、羅馬帝王、莫諾馬赫（單獨的戰鬥者）」。佐伊女皇頭上的文字寫道：「佐伊，非常虔誠的奧斯古塔」。他們原來的頭部已被刮去，現時那三個是後來替換上的。早期版本的鑲嵌畫可能顯示佐伊女皇的丈夫羅曼努斯三世或她的養子米海爾四世。另有一說法認為這幅鑲嵌畫原本是描繪著更早期的皇帝及皇后，後來被換上這個版本。

### 科穆寧馬賽克（約翰二世和伊琳娜）

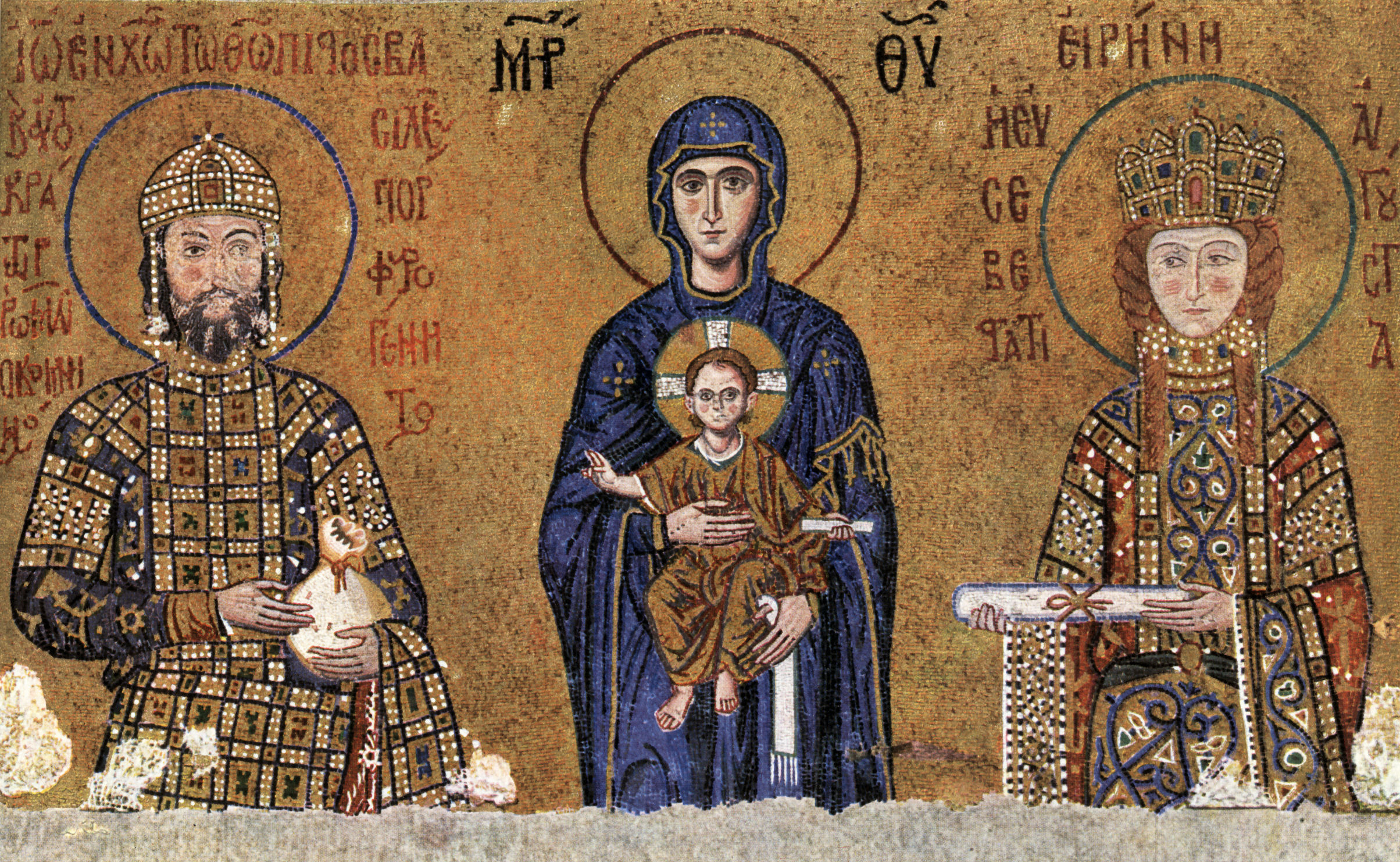
皇帝約翰二世（1118年－1143年在位）和匈牙利的伊琳娜皇后的鑲嵌畫

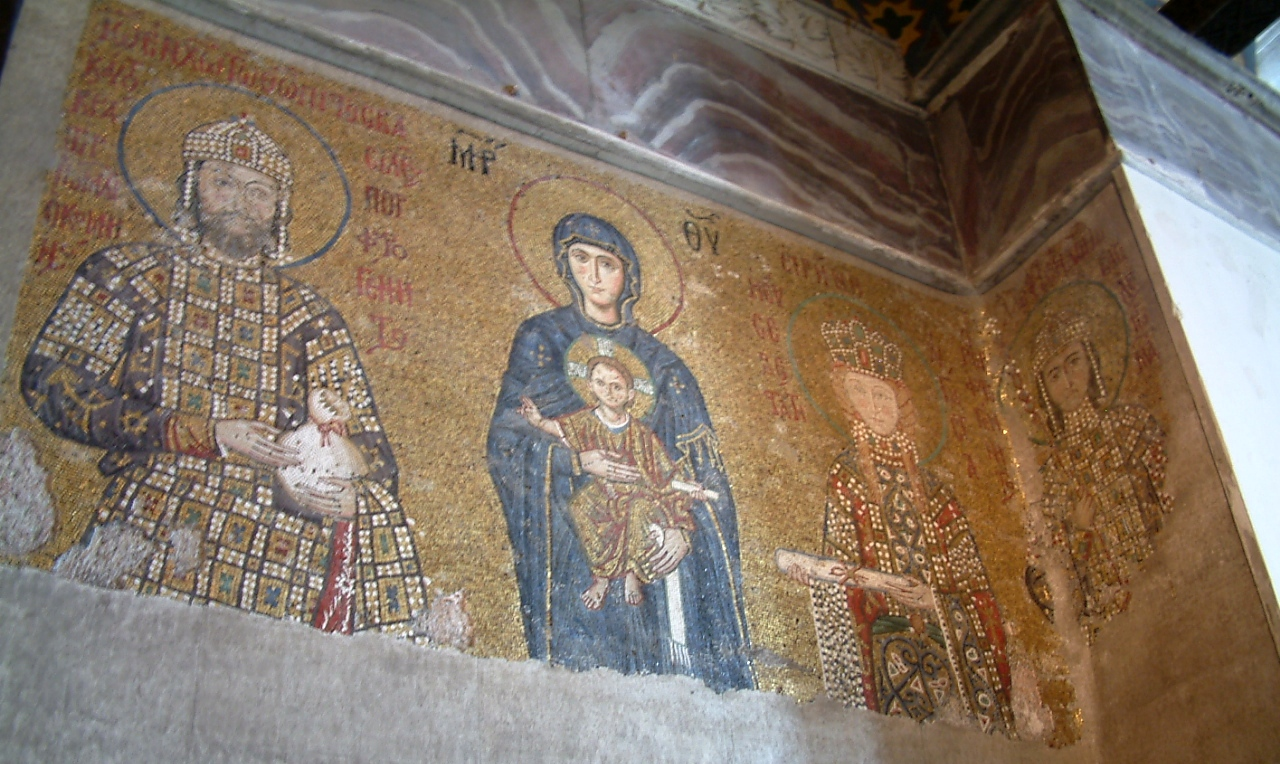
亞歷克修斯·科穆寧在母后伊琳娜的右方

科穆寧王朝馬賽克與君士坦丁九世和佐伊女皇馬賽克同樣位於南樓座東側牆壁，出自1122年。鑲嵌畫上的聖母瑪利亞如同其他拜占庭藝術一樣身穿深藍色長袍，她把兒童時的耶穌抱在膝上，耶穌以右手祝頌的同時左手執卷軸。約翰二世站在聖母右側，身穿鑲有貴石的服裝，他呈上錢包，表示皇室對教堂的奉獻。他的妻子匈牙利的伊琳娜皇后站在聖母左側，她身穿禮服呈上卷宗。鄰近的一條壁柱描繪著他們的長子亞歷克修斯·科穆寧，他憂傷的臉容反映他在1122年死於結核。從這幅鑲嵌畫可以看得到它與女皇佐伊馬賽克的分別。科穆寧馬賽克上的人物面容更為逼真，不再使用理想化表述。鑲嵌畫上的伊林娜皇后有著一頭編成辮子的金髮，顯示她的匈牙利血統，而約翰二世的面目威嚴。

### 三聖像馬賽克

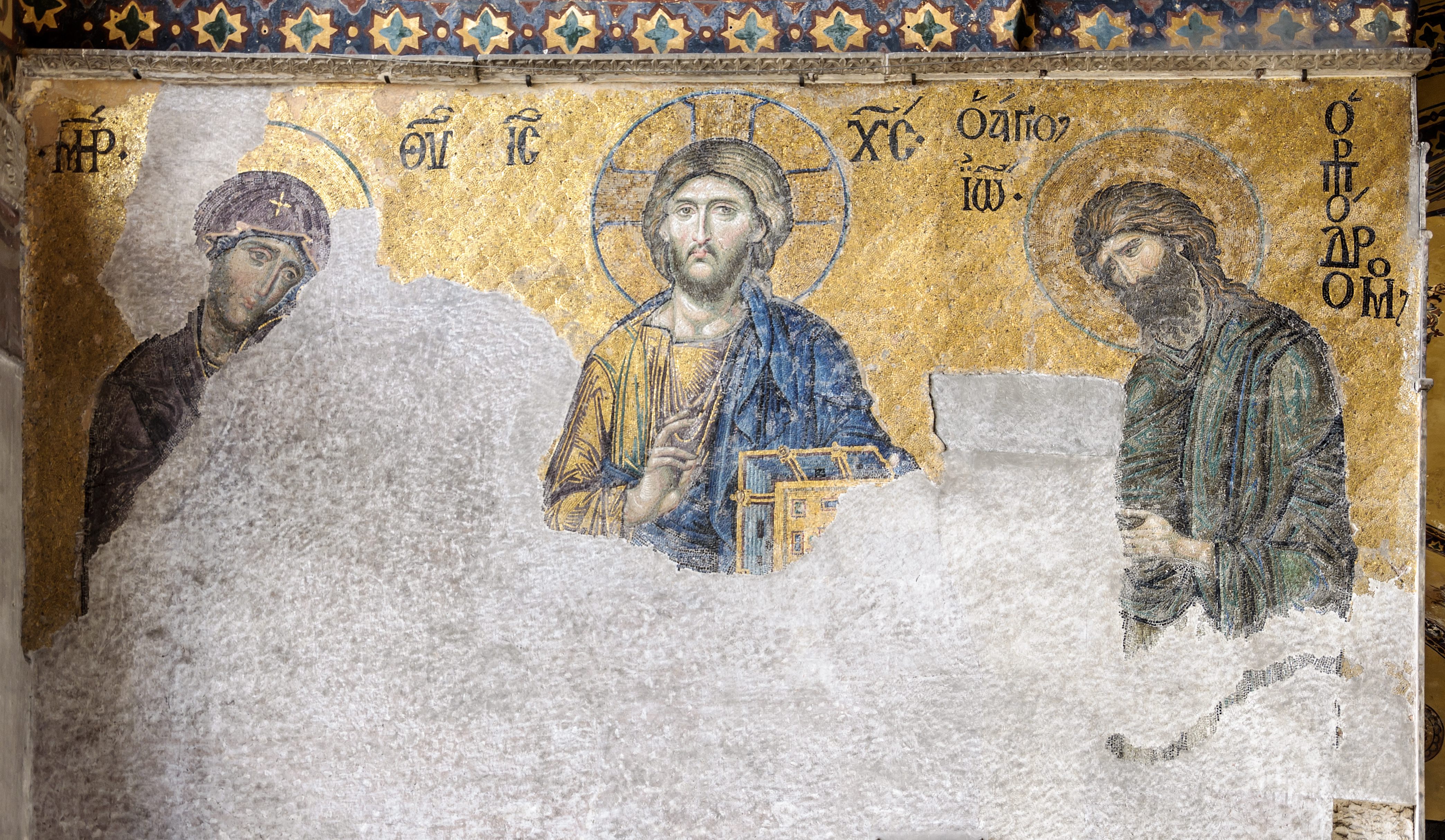
三聖像馬賽克

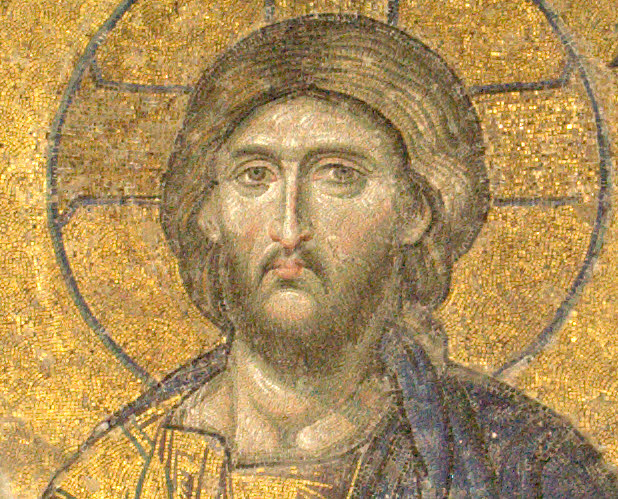
三聖像鑲嵌畫的細節

三聖像馬賽克可能出自1261年，它被用來表示結束了57年天主教的統治，回歸東正教信仰。這是第三幅位於上層帝王樓座的鑲嵌畫。

### 北鼓室馬賽克
北鼓室馬賽克展示了多位聖人，該鑲嵌畫的位置相當高，無法觸及，因而能夠保存至今。鑲嵌畫描寫身穿十字架白袍的約翰一世及伊格內修斯站立，手持鑲有寶石的聖經，他們的名字以希臘文寫在塑像的四周，讓訪客得以辨識。其他鼓室的鑲嵌畫未能保存不是由於奧斯曼征服者的故意破壞，而是因為頻繁的地震。

### 二十世紀的復原
1930年代，來自美國拜占庭研究所、托馬斯·惠特莫爾率領的一支隊伍發現了許多鑲嵌畫。他們決定把那些被石膏掩蓋的簡單十字架鑲嵌畫原封不動，而把其他主要的鑲嵌畫揭露。
作為一所歷史悠久的教堂和清真寺，復原工作面臨特殊的挑戰。基督肖像鑲嵌畫雖然逐漸被揭露，但一些重要、歷史著名的伊斯蘭藝術可能因此而被摧毀。復原者嘗試在保存基督教及伊斯蘭文化之間取得平衡。教堂正廳圓頂上的伊斯蘭書法是否應移除更引發了爭議，因為在書法之下覆蓋著基督鑲嵌畫（假設鑲嵌畫仍完好）。

## 爭議

### 現今用途
土耳其總統穆斯塔法·凱末爾·阿塔图爾克下令把聖索菲亞大教堂變成博物館，禁止把此處用作宗教禮拜場所。
不過在2006年，有報導指土耳其政府允許把聖索菲亞大教堂博物館的一些小房間用作小型祈禱室，供博物館職員開放給基督徒及穆斯林使用。

### 恢復教堂用途的運動
2007年，美國商人及政客克里斯·斯皮魯（Chris Spirou）啟動了一個名為「解放聖索菲亞大教堂會議」的運動，支持恢復聖索菲亞大教堂原本的用途。2007年6月20日，他在美國國會人權委員會核心小組上作證，在聽證會完結時，核心小組主席及外交事務委員會的主席湯姆·蘭托斯發言道：「人權委員會在25年來調查過的全球侵犯人權的個案裡，當中最重要的是宗教自由，核心小組格外關注有關聖地被強迫轉變用途的人權侵害，當中又以聖索菲亞大教堂最為重要。」克里斯·斯皮魯又曾在俄羅斯媒體的訪問裡強調了這件事。

### 改建成清真寺
2020年7月，土耳其最高行政法院裁定将圣索菲亚大教堂改建为清真寺，引起包括UNESCO在内多个国家和国际组织的反对。7月10日，希腊总理基里亚科斯·米佐塔基斯发表书面声明中强烈地谴责土耳其将圣索菲亚大教堂改建为清真寺的决定。称这一决定冒犯了所有承认该圣索菲亚大教堂为世界遗产的人。并影响希腊、欧盟与土耳其之间的关系。土耳其总统雷杰普·塔伊普·埃尔多安则对此保证，圣索菲亚大教堂改建为清真寺后，也会允许非穆斯林入内参观。并表示土耳其有权决定将圣索菲亚大教堂用作任何用途，要求各方尊重土耳其的法律和行政部门作出的决定。目前非穆斯林遊客仍可進入，但須買門票走專用通道，且只能在二樓區域活動。

## 延伸阅读
- Balfour, John Patrick Douglas. . W.W. Norton & Company. 1972. ISBN 978-0-88225-014-4.
- Cimok, Fatih. . Milet Publishing Ltd. 2004. ISBN 978-975-7199-61-8.
- Doumato, Lamia. . Vance Bibliographies. 1980. ASIN B0006E2O2M.
- Goriansky, Lev Vladimir. . American School of Philosophy. 1933. ASIN B0008C47EA.
- Glinavos, I. .  12. Berlin, Heidelberg: Springer. 2021: 253–273. ISBN 978-3-031-05082-4. doi:10.1007/8165_2021_78.
- Harris, Jonathan, Constantinople: Capital of Byzantium. Hambledon/Continuum (2007). ISBN 978-1-84725-179-4
- Howland Swift, Emerson. . University of Chicago. 1937. ASIN B000889GIG.
- Kahler, Heinz. . Praeger. 1967. ASIN B0008C47EA.
- Kinross, Lord. . Newsweek. 1972. ASIN B000K5QN9W.
- Kleinbauer, W. Eugene; Anthony White. . London: Scala Publishers. 2007. ISBN 978-1-85759-308-2.
- Kleinbauer, W. Eugene. . William L. Bauhan. 2000. ISBN 978-0-87233-123-5.
- Krautheimer, Richard. . New Haven, CT: Yale University Press. 1984. ISBN 978-0-300-05294-7.
- Mainstone, R.J. . London: Thames & Hudson. 1997. ISBN 978-0-500-27945-8.
- Mainstone, Rowland J. . London: Thames & Hudson. 1988. ISBN 978-0-500-34098-1.
- Mango, Cyril; Ahmed Ertuğ. . Istanbul. 1997.
- Mark, R.; Çakmaktitle, AS. . Princeton Architectural. 1992. ISBN 978-1-878271-11-2.
- Nelson, Robert S. . Chicago: University of Chicago Press. 2004. ISBN 978-0-226-57171-3.
- Özkul, T.A. . Elsevier. 2007.
- Scharf, Joachim:Der Kaiser in Proskynese. Bemerkungen zur Deutung des Kaisermosaiks im Narthex der Hagia Sophia von Konstantinopel. In: Festschrift Percy Ernst Schramm zu seinem siebzigsten Geburtstag von Schülern und Freunden zugeeignet, Wiesbaden 1964, S. 27–35.
- Swainson, Harold. . Boston, MA: Adamant Media Corporation. 2005. ISBN 978-1-4021-8345-4.
- Weitzmann, Kurt, ed., Age of spirituality: late antique and early Christian art, third to seventh century 的存檔，存档日期2015-04-26., no. 592, 1979, Metropolitan Museum of Art, New York, ISBN 978-0-87099-179-0
- Xydis, Stephen G. . The Art Bulletin. 1947, 29 (1): 1–24. ISSN 0004-3079. JSTOR 3047098. doi:10.2307/3047098.
- Yucel, Erdem. . Scala Publishers. 2005. ISBN 978-1-85759-250-4.

 文章 
- Alchermes, Joseph D. . Maas, Michael  (编). . Cambridge: Cambridge U.P. 2005: 343–75. ISBN 978-0-521-52071-3.
- Atchison, Bob. . My World of Byzantium. 2020  [2023-10-05]. （原始内容存档于2023-05-21）.
- Bordewich, Fergus M., "A Monumental Struggle to Preserve Hagia Sophia", Smithsonian magazine, December 2008
- Calian, Florian, The Hagia Sophia and Turkey's Neo-Ottomanism 的存檔，存档日期2022-05-20., Armenian Weekly.
- Osseman, Dick. . Pbase.com.   [2023-10-05]. （原始内容存档于2023-06-07）.
- Ousterhout, Robert G. "Museum or Mosque? Istanbul's Hagia Sophia has been a monument to selective readings of history 的存檔，存档日期2021-04-14.." History Today (Sept 2020).
- Suchkov, Maxim, Why did Moscow call Ankara's Hagia Sophia decision "Turkey's internal affair"? 的存檔，存档日期2021-04-14., Middle East Institute.

 鑲嵌藝術 
- 圣索非亚大教堂, hagiasophia.com: Mosaics.
- MacDonald, William Lloyd. . Archaeological Institute of America. 1951. ASIN B0007GZTKS.
- Mango, Cyril. . Dumbarton Oaks Center for Byzantine Studies. 1972. ASIN B0007CAVA0.
- Mango, Cyril. . Johnson Reprints. 1968. ASIN B0007G5RBY.
- Mango, Cyril; Heinz Kahler. . Praeger. 1967. ASIN B0000CO5IL.
- Teteriatnikov, Natalia B. . Dumbarton Oaks Research Library and Collection. 1998. ISBN 978-0-88402-264-0.
- Riccardi, Lorenzo. . Bari. 2012: 357–71  [2023-10-05]. ISBN 978-88-7470-229-9. （原始内容存档于2023-05-21）.
- Yücel, Erdem. . Efe Turizm. 1988. ASIN B0007CBGYA.

## 外部連結
- （英文）聖索菲亞大教堂 （页面存档备份，存于）
- （英文）當代描述
- （英文）聖索菲亞大教堂歷史及資料 （页面存档备份，存于）
- （英文）互動平面圖
- （英文）聖索菲亞大教堂 （页面存档备份，存于） — 圖片
- （英文）聖索菲亞大教堂－歷史及圖片
- （英文）聖索菲亞大教堂3D全景導覽 （页面存档备份，存于）
- （英文）聖索菲亞大教堂 - 建築、鑲嵌畫圖片

鑲嵌畫
- （英文）鑲嵌畫藝術－聖索菲亞大教堂
- （英文）三聖像鑲嵌畫 （页面存档备份，存于）

Template:伊斯坦堡地標